# Bad Driburg
Bad Driburg (bis 1919 Driburg) ist eine Stadt im westfälischen Kreis Höxter im Osten des Landes Nordrhein-Westfalen der Bundesrepublik Deutschland. Die 19.080 Einwohner zählende Stadt (Stand: 31. Dezember 2024) liegt am östlichen Steilabfall des Eggegebirges im Naturpark Teutoburger Wald/Eggegebirge. Bad Driburg ist bekannt für sein Heilbad, den Gräflichen Park, Glasproduktion und -großhandel sowie die Kohlensäure-Industrie.

## Geografie

### Geografische Lage

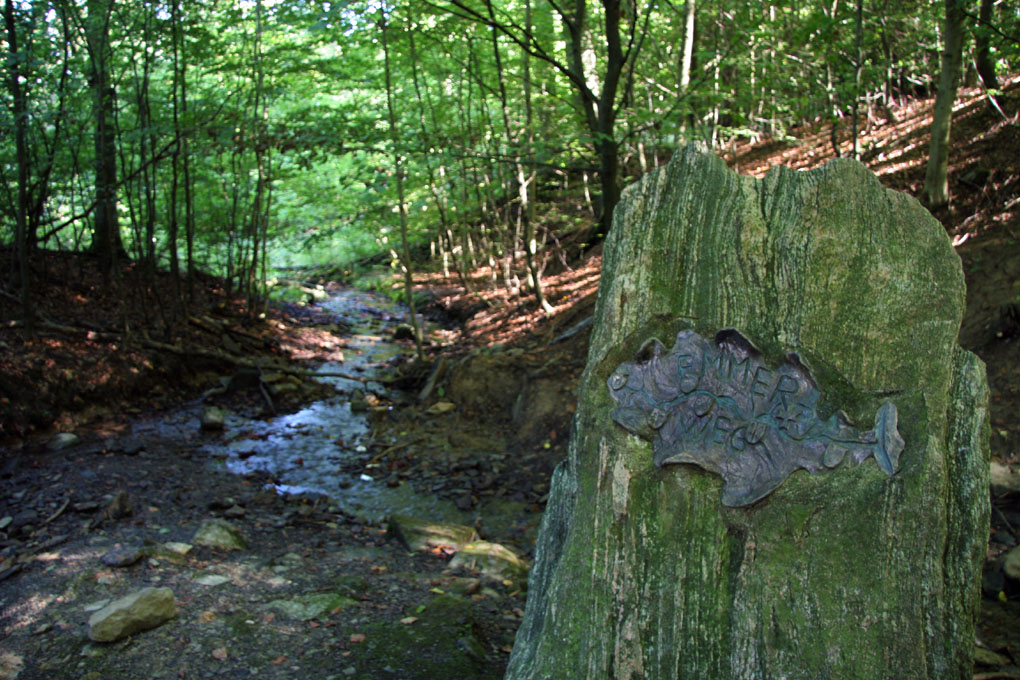
Die Quelle der Emmer

Bad Driburg liegt an der Westgrenze des Kreises Höxter zum Kreis Paderborn an der Bundesstraße 64 Münster–Paderborn–Höxter–Seesen. Sie überwindet den Steilhang der Egge ins Driburger Tal in Serpentinen und umgeht die Kernstadt südlich, um dem Aa- und Nethetal folgend zur Weser zu führen. Die Autobahnen A 33 und A 44 werden rund 30 Kilometer entfernt bei Paderborn und Scherfede erreicht. Eisenbahnknotenpunkt ist Altenbeken, zehn Kilometer entfernt auf der Westseite des Eggegebirges, mit ICE- und Nahverkehrsanschlüssen. Durch die Egge führt der 1632 Meter lange Rehbergtunnel. Der Eisenbahn-Regional- und -Nahverkehr nutzt ebenfalls das Aatal in Richtung Höxter und Holzminden. Nächster Flughafen ist Paderborn/Lippstadt in 40 Kilometer Entfernung.
Das Eggegebirge bildet den Ostrand der Westfälischen Bucht und die westliche Grenze des Weserberglandes. Das Gebirge ist die Wasserscheide zwischen Rhein und Weser. Das Kammgebirge mit durchschnittlicher Höhe von 400 m ü. NN ist die südliche Fortsetzung des Teutoburger Waldes und die Verbindung zum Sauerland. In Überlaufquellen entspringen am Fuße des östlichen Schichtstufenhanges um 280 m ü. NN im Quellhorizont zwischen Röt und aufliegendem klüftigen Muschelkalk die Nebenflüsse zur Weser: Emmer (in Bad Driburg-Langeland), Aa (in Bad Driburg-Reelsen), Nethe und Öse (in Bad Driburg-Neuenheerse). Kohlensäurehaltiges Grundwasser tritt oberflächennah in Heilquellen zu Tage, wird aber auch in tieferen Schichten erbohrt. Der höchste Punkt des Stadtgebietes liegt mit 435 m ü. NN in der Egge, der tiefste mit 147 m ü. NN im Tal der Aa bei Herste.
Der Talkessel, in dem die Kernstadt von Bad Driburg liegt, hat zwei Abflüsse. Der nördliche Teil wird durch den Schwallenbach entwässert, der zwischen Rosenberg und Steinberg der Aa zufließt. Der mittlere und südliche Teil wird durch den Hilgenbach entwässert, der zwischen Steinberg und Düsenberg der Aa zufließt.

### Geologie

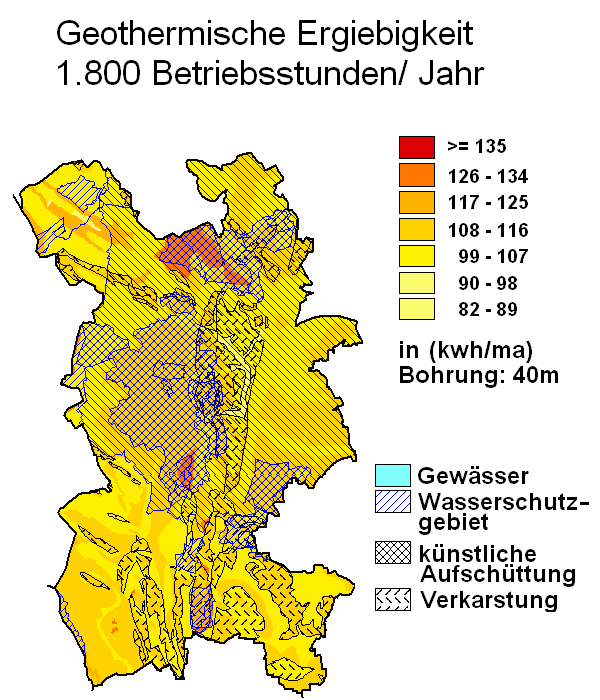
Geothermische Karte von Bad Driburg

Der Festgesteinsuntergrund im Stadtgebiet wird wesentlich aus Ton-, Mergel-, Kalk- und Sandsteinen des Erdmittelalters bestimmt. Sie stammen vornehmlich aus der Trias, zum geringeren Teil, vor allem im Raum Langeland, auch aus dem Jura und im Raum Kühlsen aus der Kreide. Diese Sedimentgesteine sind hier bis zu 1 km stark. Sie wurden im Lauf der Erdgeschichte herausgehoben und in zahlreiche Sättel, Mulden, Gräben, Horste und kleinere Schollen zerlegt.
Der Talkessel von Bad Driburg wird von einer breiten Sattelstruktur durchquert, die nördlichen und südlichen Stadtteile hingegen gehören zu einem Bruchfaltengebirge. Gesteine des Erdaltertums sind im tieferen Untergrund zu finden. Lockergesteine des Eiszeitalters, also Kies, Sand und durch Wind abgelagerter Löss, bedecken in den Talebenen und der Mulde von Alhausen – Eichmilde den Festgesteinsuntergrund.
Die zum großen Teil verkarsteten Kalksteine aus dem Trias sind gute Grundwasserleiter. Die kohlensäurehaltigen Mineralwässer, die auf von Gebirgsstörungen vorgezeichneten Wegen nach oben steigen und dabei teilweise das Grundwasser mineralisieren, liegen in den Schichten des mittleren Buntsandsteins.
Am Eggekamm herrschen sehr nährstoffarme sandige Podsole vor. Im Norden und Süden des angrenzenden Ostabfalls der Egge haben sich Pseudogleye gebildet. Im mittleren Bereich überwiegen nährstoffreiche Rendzinen aus steinig-tonigem Lehm und Braunerden mit einer Deckschicht aus Lösslehm. Die ackerbauliche Nutzung von Gebieten, in denen sich Reste der eiszeitlichen Löss-Überdeckung erhalten haben, konkurriert mit der Nutzung als städtische Siedlungsfläche.
Bad Driburg eignet sich aus geothermischer Sicht prinzipiell durchgehend gut bis sehr gut zur Nutzung von geothermischen Wärmequellen mittels Erdwärmesonden und Wärmegewinnung durch Grundwasserwärmepumpen (vgl. dazu die nebenstehende Karte). Da die Kernstadt Bad Driburg vollständig im staatlich anerkannten Heilquellenschutzgebiet Bad Driburg-Hermannsborn liegt, sind geothermische Bohrungen aufgrund des Heilquellenschutzes nicht genehmigungsfähig. Ein weiteres Problem stellt die schwierige Geologie dar. Bereits in 30 m Tiefe treten schwierige artesische Verhältnisse auf.

### Ausdehnung und Nutzung des Stadtgebiets
Die Fläche der als „Kleinstadt“ klassifizierten Stadt von 115,07 km² besitzt eine Nord-Süd-Ausdehnung von 15 Kilometer und eine West-Ost-Ausdehnung von 7,5 Kilometer.
| Fläche nach Nutzungsart | Landwirt- schafts- fläche | Wald- fläche | Gebäude-, Frei- und Betriebsfläche | Verkehrs- fläche | Wasser- fläche | Sport- und Grünfläche | sonstige Nutzung |
| ----------------------- | ------------------------- | ------------ | ---------------------------------- | ---------------- | -------------- | --------------------- | ---------------- |
| Fläche in km²           | 51,18                     | 49,10        | 6,64                               | 5,86             | 0,67           | 1,06                  | 0,57             |
| Anteil an Gesamtfläche  | 44,48 %                   | 42,67 %      | 5,77 %                             | 5,09 %           | 0,58 %         | 0,92 %                | 0,50 %           |

### Nachbargemeinden
Nördlich an Bad Driburg grenzen die Städte Steinheim und Nieheim, östlich die Stadt Brakel, südlich die Stadt Willebadessen (alle Kreis Höxter) sowie südwestlich die Stadt Lichtenau und westlich die Gemeinde Altenbeken (beide Kreis Paderborn).

### Stadtgliederung
Die Stadt Bad Driburg gliedert sich in folgende zehn Ortschaften, die vor 1970 bzw. 1975 eigenständige Gemeinden in den Ämtern Driburg bzw. Dringenberg-Gehrden und im Fall von Bad Driburg amtsfrei waren:
Alhausen, Bad Driburg, Dringenberg mit Siebenstern, Erpentrup, Herste, Kühlsen, Langeland, Neuenheerse, Pömbsen mit Bad Hermannsborn, Reelsen.
Einen Überblick über die Bevölkerungszahlen der Ortsteile gibt folgende Tabelle. Die angegebenen Einwohnerzahlen beziehen sich auf die Einwohner mit Hauptwohnung im Zuständigkeitsbereich des Einwohnermeldeamtes der Stadt Bad Driburg mit Stand vom 31. Dezember 2016 und 31. Dezember 2023.
| Ortsteil                      | Einwohner 2016 | Einwohner 2023 | Ortsteile der Stadt Bad Driburg |
| ----------------------------- | -------------- | -------------- | ------------------------------- |
| Bad Driburg, Kernstadt        | 12.102         | 13.120         | Ortsteile der Stadt Bad Driburg |
| Alhausen                      | 00.732         | 772            | Ortsteile der Stadt Bad Driburg |
| Bad Hermannsborn (zu Pömbsen) | 00.042         | 31             | Ortsteile der Stadt Bad Driburg |
| Dringenberg                   | 01.411         | 1.395          | Ortsteile der Stadt Bad Driburg |
| Erpentrup                     | 00.177         | 180            | Ortsteile der Stadt Bad Driburg |
| Herste                        | 00.860         | 873            | Ortsteile der Stadt Bad Driburg |
| Kühlsen                       | 00.100         | 100            | Ortsteile der Stadt Bad Driburg |
| Langeland                     | 00.201         | 190            | Ortsteile der Stadt Bad Driburg |
| Neuenheerse                   | 01.621         | 1.539          | Ortsteile der Stadt Bad Driburg |
| Pömbsen                       | 00.463         | 466            | Ortsteile der Stadt Bad Driburg |
| Reelsen                       | 00.789         | 775            | Ortsteile der Stadt Bad Driburg |
| Siebenstern (zu Dringenberg)  | 00.353         | 337            | Ortsteile der Stadt Bad Driburg |
| Gesamtzahl                    | 18.851         | 19.778         | Ortsteile der Stadt Bad Driburg |

### Klima
Vorherrschende Südwest- und Westwinde bestimmen das Klima, das als „leichtes Reizklima“ definiert ist. In Verbindung mit dem Waldreichtum ist die Witterung frei von sommerlicher Schwüle. Im Frühwinter bilden sich Nebel. Die Steigungsregen erhöhen die Niederschlagsmenge auf rund 1000 mm im langjährigen Durchschnitt.
|                        | Jan  | Feb  | Mär  | Apr  | Mai  | Jun  | Jul  | Aug  | Sep  | Okt  | Nov  | Dez  |   |       |
| Mittl. Temperatur (°C) | −0,1 | 0,5  | 3,4  | 7,2  | 11,7 | 14,9 | 16,4 | 15,9 | 12,8 | 9,0  | 4,3  | 1,3  | ⌀ | 8,1   |
| Mittl. Tagesmax. (°C)  | 5,2  | 5,5  | 6,3  | 11,2 | 14,1 | 17,5 | 20,6 | 19,6 | 16,2 | 12,3 | 7,2  | 4,9  | ⌀ | 11,7  |
| Mittl. Tagesmin. (°C)  | −3,3 | −2,3 | 1,4  | 6,0  | 10,5 | 13,6 | 14,5 | 14,9 | 10,6 | 5,4  | 2,0  | −2,2 | ⌀ | 6     |
|                        |      |      |      |      |      |      |      |      |      |      |      |      |   |       |
| Niederschlag (mm)      | 51,3 | 41,1 | 51,8 | 51,1 | 71,9 | 75,4 | 69,3 | 64,0 | 52,0 | 42,9 | 54,7 | 63,4 | Σ | 688,9 |
|                        |      |      |      |      |      |      |      |      |      |      |      |      |   |       |
| Sonnenstunden (h/d)    | 1,0  | 2,2  | 3,2  | 4,9  | 5,8  | 6,0  | 6,0  | 5,9  | 4,4  | 3,0  | 1,3  | 0,9  | ⌀ | 3,7   |

| −3,3 |

| −2,3 |

| 1,4 |

| 6,0 |

| 10,5 |

| 13,6 |

| 14,5 |

| 14,9 |

| 10,6 |

| 5,4 |

| 2,0 |

| −2,2 |

| −3,3 |

| −2,3 |

| 1,4 |

| 6,0 |

| 10,5 |

| 13,6 |

| 14,5 |

| 14,9 |

| 10,6 |

| 5,4 |

| 2,0 |

| −2,2 |

| N i e d e r s c h l a g | 51,3 | 41,1 | 51,8 | 51,1 | 71,9 | 75,4 | 69,3 | 64,0 | 52,0 | 42,9 | 54,7 | 63,4 |
|                         | Jan  | Feb  | Mär  | Apr  | Mai  | Jun  | Jul  | Aug  | Sep  | Okt  | Nov  | Dez  |

## Geschichte

### Allgemeine Geschichte

#### Entwicklung bis in die frühe Neuzeit

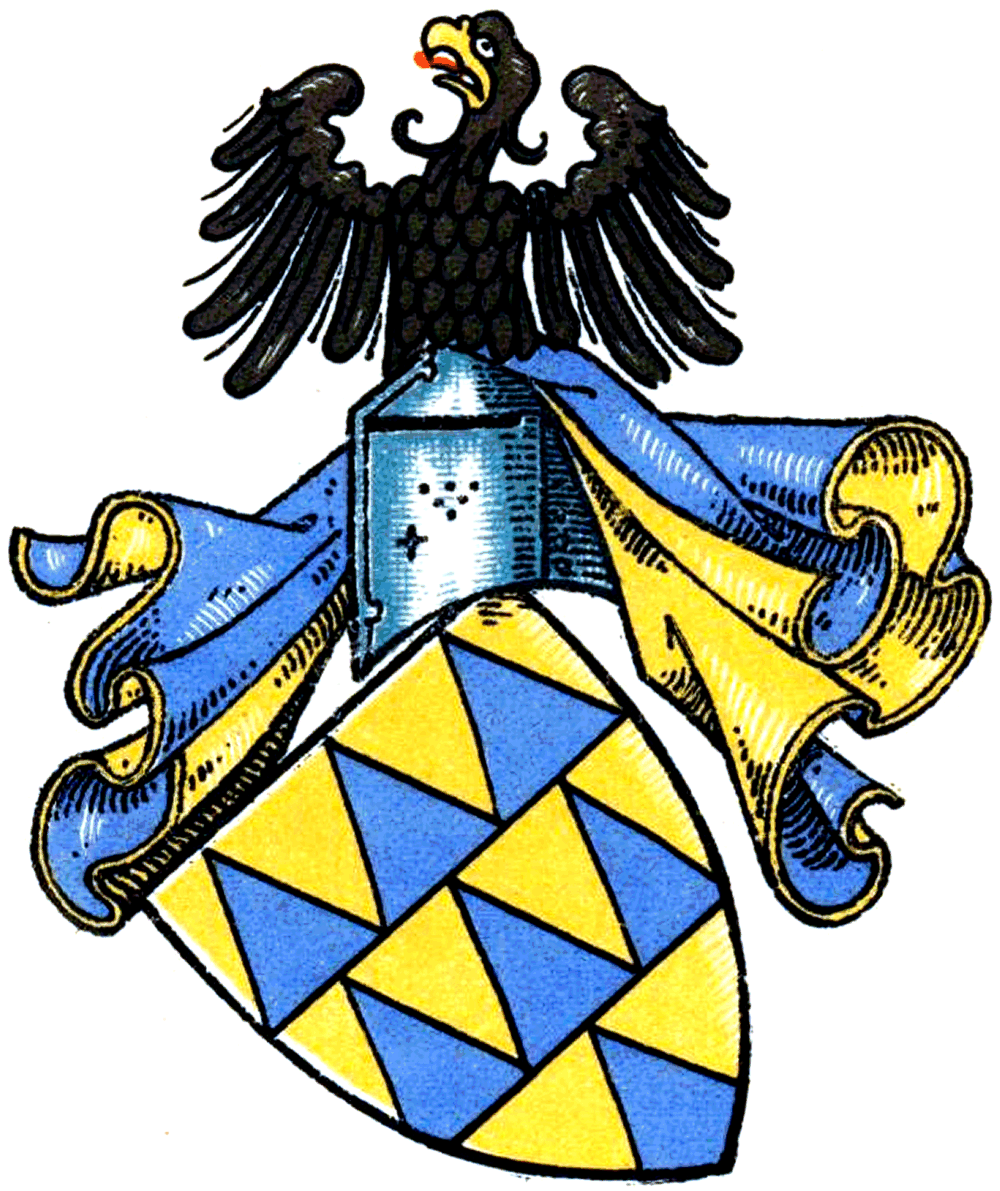
Wappen der Ritter von Driburg

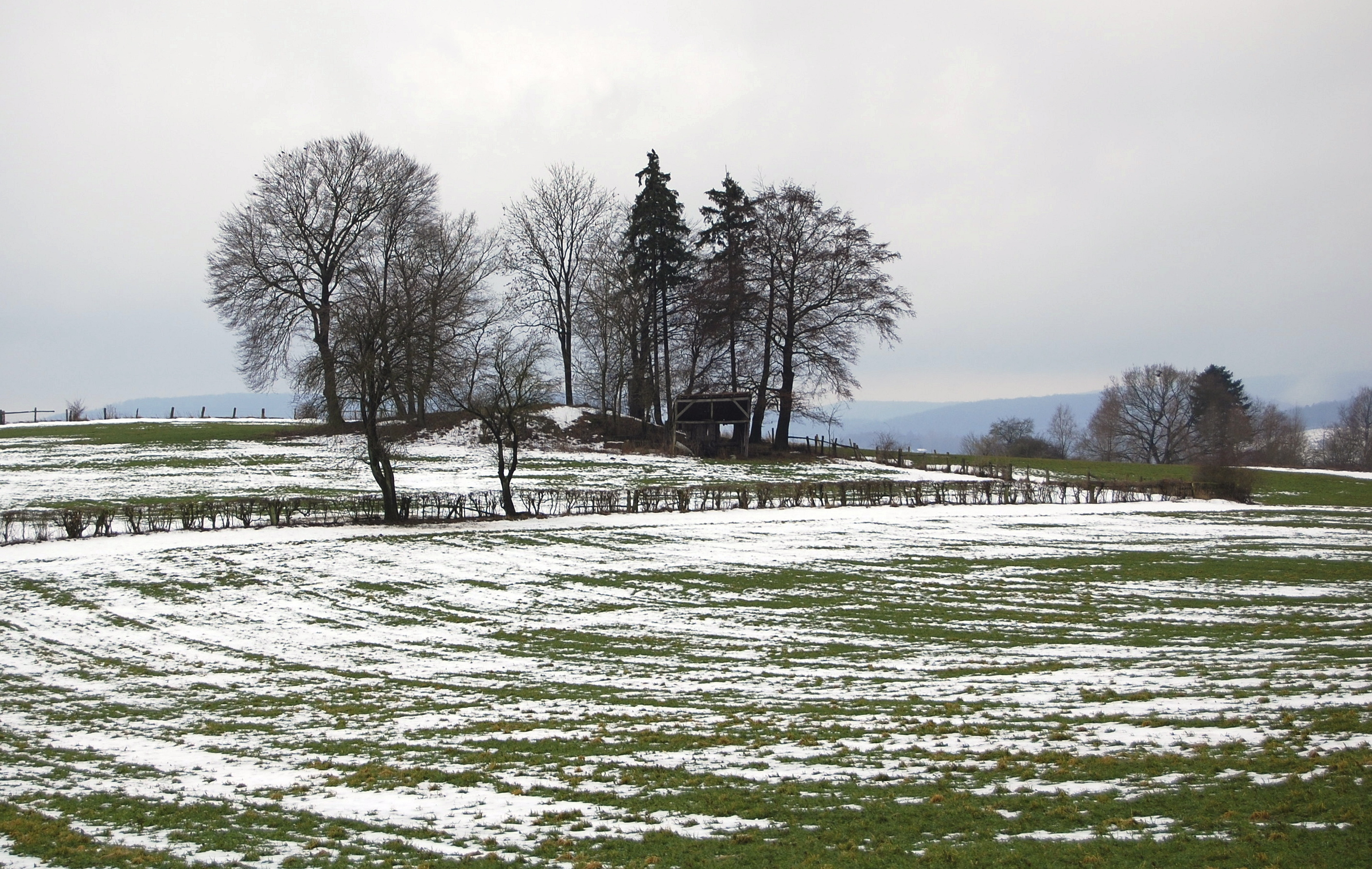
Mittelalterliche Motte auf dem Kerlsberg beim Ortsteil Alhausen

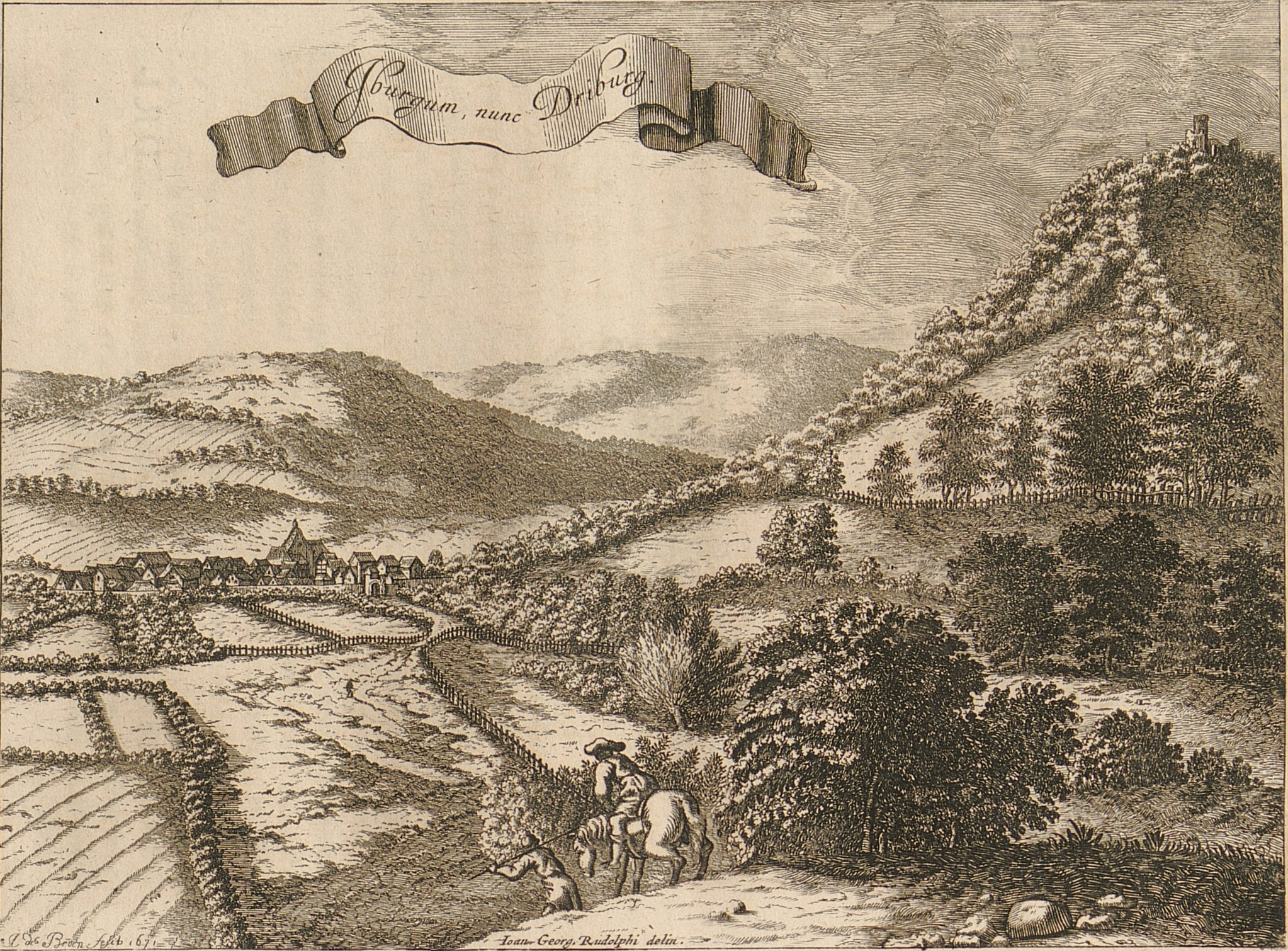
Driburg und Iburg in den Monumenta Paderbornensia, um 1671

Von früher Besiedlung zeugen Gruppen von Hügelgräbern der Bronzezeit. Das Schmuckstück einer Radnadel aus einem Grab ist heute Zeichen des Kreiswanderweges.
Wichtigster Ort der Geschichte wurde die Iburg auf dem 380 m ü. NN und 170 Meter über dem Tal gelegenen Sporn der Egge. Archäologisch sind (2000/2003) im Kern des Erdwalles auf der Westseite zwei Kalksteinmauern nachgewiesen, die als sächsische und fränkische Befestigungen gedeutet werden. Die Fränkischen Reichsannalen erwähnen eine Iburg 753, als dort der Erzbischof von Köln Hildegar von den Sachsen getötet wurde. Dass bei der Eroberung durch Karl den Großen 772 das sächsische Heiligtum der Irminsul hier zerstört wurde, ist eine volkstümliche Legende. Nach einer Quelle um 1400 schenkte Karl der Große 799 die Burg dem Bischof von Paderborn, welcher innerhalb des Burggeländes die Petruskirche errichtete, die 1231–1256 Archidiakonatskirche war und durch einen größeren Neubau ersetzt wurde, dessen Grundmauern vorhanden sind. Im 10. Jahrhundert gehörte der Burgberg dem freiweltlichen adeligen Damenstift Heerse (868–1803), im Ort gelegen, der später Neuenheerse genannt wurde. Um 1135 gründeten Benediktinerinnen ein Kloster, das 1142 nach Gehrden verlegt wurde. Bischof Bernhard II. von Paderborn errichtete 1189 innerhalb der älteren Anlage eine Ritterburg, die 1223 erweitert, aber 1444 während der Soester Fehde niedergebrannt wurde und seitdem Ruine ist. Nach dem Tod der letzten Ritter Johann und Heinrich von Driburg aus dem Adelsgeschlecht Driburg erbte die Stadt Burg und Waldungen auf der Egge. Das Relief des Domherren Heinrich († 1463) befindet sich in der Pfarrkirche St. Peter und Paul.
Die Iburg wurde namengebend für den Ort Driburg (Ersterwähnung 1253; Siegel des 14. Jahrhunderts „Sigillum Civitatis Iburg“). Die Stadtrechtverleihung vor 1290 ergibt sich aus einer Urkunde dieses Jahres, die Richter und Ratsherren bezeugt. 1345 bestätigt Bischof Balduin von Paderborn sämtliche Stadtrechte, nachdem ein vorheriger Rechtsbrief verloren gegangen war. Die kleine ovale Stadtfläche liegt um die Pfarrkirche, welche ursprünglich dreischiffig mit zwei Jochen und Querhaus im spätromanischen Stil im 13. Jahrhundert errichtet wurde. Nach Renovierung 1676 und Erweiterung 1823 wurde die Kirche wegen Baufälligkeit 1894 abgebrochen und durch die heutige große neugotische Kirche ersetzt. Von der Stadtummauerung wurde ein Teil an der Mühlenpforte neuerdings wiederhergestellt. Als „Lange Straße“ bildete die Fernstraße die Längsachse mit den giebelständigen Deelenhäusern.

#### Verwaltungsgeschichte
In der fürstbischöflichen Epoche bis 1802 war Driburg Sitz der Vogtei Driburg und Sitz eines Niedergerichts. In der Gemarkung sind mehrere Kleinsiedlungen als Wüstungen seit dem 14. Jahrhundert untergegangen. Die Stadt Driburg gehörte von 1802 bis 1807 vorübergehend zu Preußen und anschließend von 1807 bis 1813 zum Königreich Westphalen unter König Jérôme Bonaparte. Im Königreich Westphalen war die Stadt Sitz des Kantons Driburg im Distrikt Höxter des Departements der Fulda. Seit 1813 gehörte Driburg wieder zu Preußen. 1816 kam die Stadt zum neuen Kreis Brakel und 1832 zum Kreis Höxter im Regierungsbezirk Minden der Provinz Westfalen. 1836 erhielt Driburg die revidierte Städteordnung und war seitdem eine amtsfreie Stadt im Kreis Höxter. Dem Amt Driburg gehörte die Stadt nicht an, war aber dessen Sitz. Diese Verwaltungsstruktur bestand bis 1969 fort, auch nachdem ab 1946 Bad Driburg zum neu errichteten Land Nordrhein-Westfalen gehörte.

#### Entwicklung der Ortsteile
Selbständige Entwicklungen nahmen die anderen Ortsteile. 868 errichtete Bischof Luithard auf Bitten seiner Schwester Walburga, Gründerin und erste Äbtissin, an der Nethequelle ein Damenstift namens Ecclesia Herisiensis, das bald Herisia genannt wurde, schließlich Heerse im heutigen Neuenheerse. Mittelpunkt ist die Stiftskirche, im Volksmund „Eggedom“ genannt, eine ursprünglich dreischiffige romanische Säulenbasilika, die 1165 durch einen Brand schwer beschädigt und im Dreißigjährigen Krieg verwüstet wurde. Das hochadelige Damenstift wurde 1803 vom Preußenkönig aufgehoben, der daraus unter gleichen Bedingungen eine „Versorgungsanstalt für bedürftige adlige weibliche Personen“ konstituieren ließ. Unter Jérôme Bonaparte als König von Westphalen wurde auch dieses Stift enteignet. Zum Stift gehörte neben anderen Orten auch das Dorf Kühlsen.
Das benachbarte Dringenberg gründete Bischof Bernhard V. von Paderborn auf dem Bergplateau 280–295 m. ü. NN, 70 Meter über dem Tal der Öse, und verlieh 1323 das Stadtrecht. Auf der Westseite liegt die bischöfliche Burg mit den Häusern der ehemaligen Freiheit und der Zehntscheune. 1488 erweiterte Bischof Simon III. die alte Burg. Sein Wappen, die lippische Rose, steht über dem Burgtor. Zeitweise war die Burg Sommersitz der Fürstbischöfe von Paderborn. Im Dreißigjährigen Krieg wurde die Burg niedergebrannt, aber als „Oberamtshaus“ des Oberamtes Dringenberg im Oberwaldischen Distrikt des Hochstifts Paderborn wiederaufgebaut. Nach dem Ende der Landdrostenära (1803) kaufte Dringenberg 1825 die Burg vom preußischen Staat. Sie wurde Sitz des Amtmanns des Amtes Dringenberg bis zur Eingemeindung nach Bad Driburg 1975. Die Erhaltung der Burg, der Zehntscheune als Stadthalle, des alten Rathauses und der Stadtmauern seitdem ist das Verdienst der bürgerlichen Initiativen, insbesondere auch des Heimatvereins.
Im Norden der heutigen Stadt Bad Driburg ist das Bergdorf Pömbsen 315 m ü. NN als Kirchort Ausgang der kirchlichen Entwicklung für die Orte Reelsen, Alhausen, Erpentrup und Langeland. Auch die Stadt Nieheim gehörte einst zu dieser Großpfarrei. Die Dörfer sind als Haufendörfer in der Nachbarschaft von Gutshöfen während der fürstbischöflichen Epoche entstanden und unterstanden der Patrimonialgerichtsbarkeit der Herren von Asseburg und von Oeynhausen. Das urkundlich älteste, in den Corveyer Traditionen genannte Dorf ist Herste im Osten von Driburg.

#### Entwicklung von Wirtschaft, Infrastruktur und Bildung

##### Das Glasmacher-Gewerbe und die Forstwirtschaft

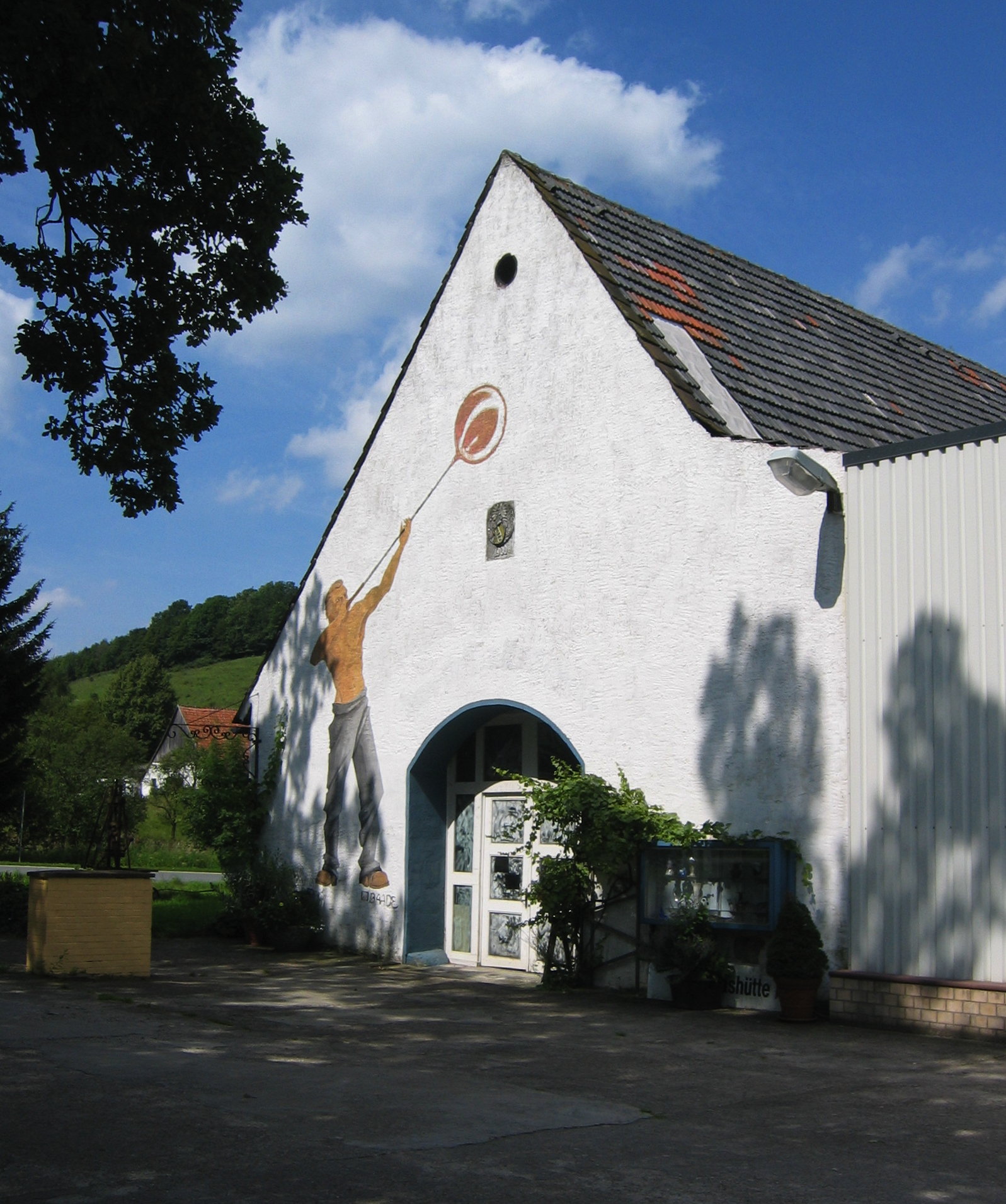
Waldglashütte Erpentrup mit Wandbild eines Glasbläsers

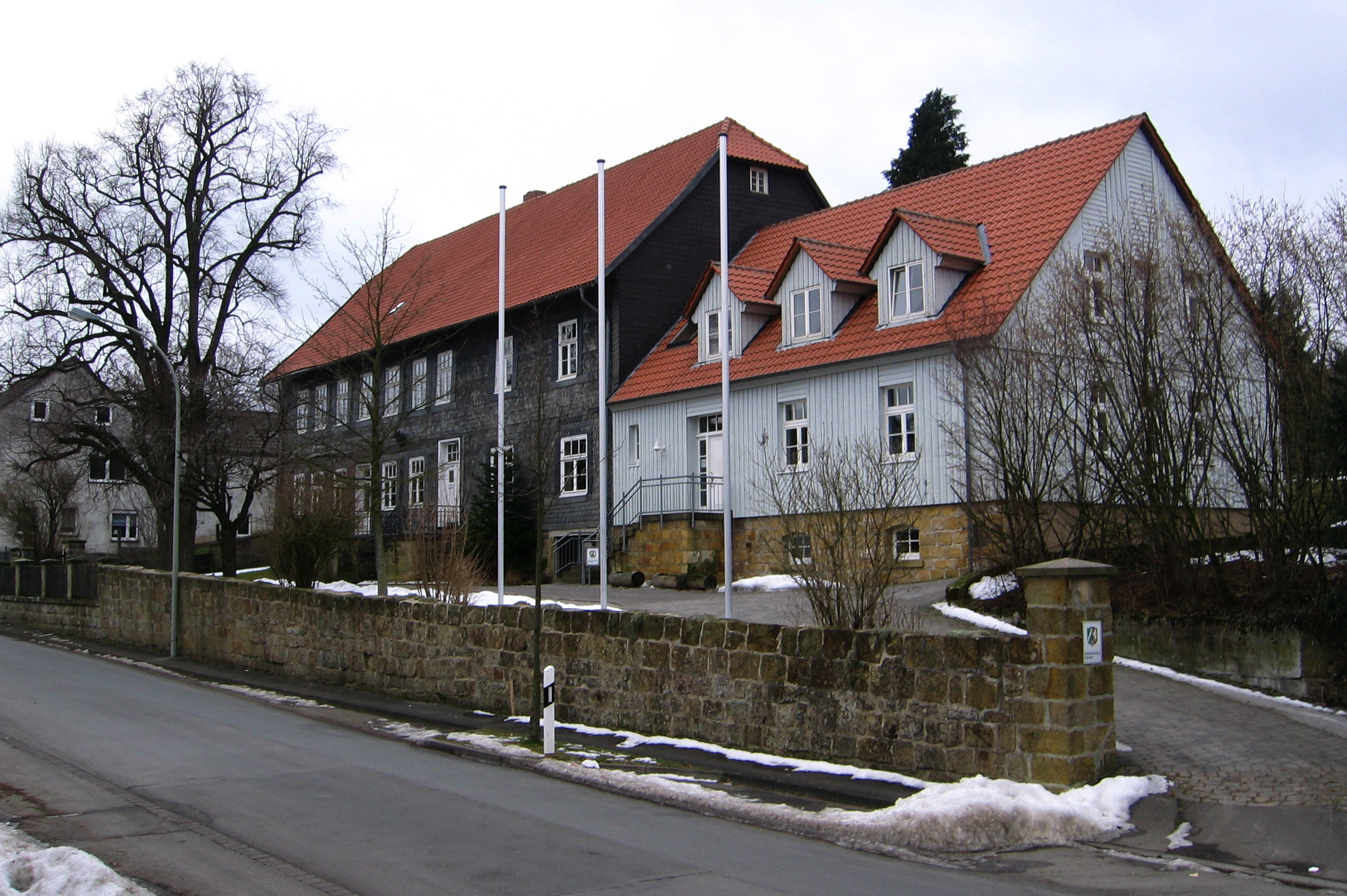
Regionalforstamt Hochstift

Das Glasmacher-Gewerbe begann in der frühen Neuzeit. Die älteste Glashütte (vermutlich bereits aus dem 12. Jahrhundert) liegt im Wald zwischen Driburg und Altenbeken. Die Äbtissin von Neuenheerse berief 1532 Glasmacher, die in Wanderglashütten den Holzreichtum nutzten, seit in der „Helle“ zwischen Siebenstern und Neuenheerse die erste Hütte gegründet worden war. Die „feine“ Hütte auf der Emde wurde unter den zahlreichen Gründungen die qualitativ hochwertigste. Köhler und Pottaschensieder waren begleitende Berufe im Waldgewerbe.
Fürstbischof Heinrich IV. (1577–1585) erließ die erste Holzordnung im Eggegebirge. Am Ende des 18. Jahrhunderts wurde die Fichte eingeführt. Das Staatliche Forstamt mit Sitz in Neuenheerse hat nach mehreren Strukturreformen als Regionalforstamt Hochstift des Landesbetriebes Wald und Holz NRW seit dem 1. Juli 2007 die Forstverwaltung der Kreise Höxter und Paderborn konzentriert.

##### Fernhandel

###### Glashandel
Der Glasabsatz und auch der Heilwasserversand erforderten den Fernhandel. In Handelsreisen, die bis zu acht Wochen dauerten, wurde das Driburger Glas von fahrenden Handelsleuten im norddeutschen Raum vertrieben. Die „Driburger Glaswagen“ waren vornehmlich von Oldenburg bis nach Mecklenburg, angeblich bis Ostpreußen bekannt. Eine neue Konjunktur folgte der Einführung der Petroleumlampen. Aus Schlesien und Böhmen brachte Benedikt Koch 1859 als Rückfracht Glaszylinder für Petroleumlampen mit. Er lieferte sie an Driburger Händler, die den Vertrieb nach Flandern und Frankreich übernahmen. Damit begann der Glas-Großhandel.
Die Driburger Glashändler bedienten sich untereinander mit dem Gänselatein einer eigenen Handelssprache. Die an Diphthongen reiche Driburger Mundart wurde durch Konsonantenumstellung und Einfügung breiter ä-o-Laute zu einer Geheimsprache verfremdet. Im Jahr 1900 führte das Mitgliederverzeichnis des Driburger Handelsvereins noch mehr als 100 Glashändler auf.

###### Viehhandel
Ein anderer Zweig des Fernhandels war der Ziegenhandel. Aus einem Hudeprozess von 1656 ist die Ziegenhaltung bekannt. Das Hauptweidegebiet lag am „Knüll“ oder „Ziegenhügel“. 1840 wurden 458 Ziegen gehalten. Die Ziegenherde eines Ziegenhändlers (mua. Ssäenkäper) hatte i. d. R. bis 80 Tiere und wurde von einem Hütejungen begleitet. Auf Handelswegen wurde auch zugekauft und weiterverkauft. Die Handelswege beruhten offenbar auf Erfahrungen der Glashändler und führten bis Dänemark und Schlesien. Für 1842 ist ein Ziegenhandel bis Polen bezeugt. Den Glasmachern war 1757 wegen der Waldschäden durch den Verbiss von Jungholz die Ziegenhaltung verboten worden. Nach Aufkommen der Eisenbahn (1864) und Neugründung der Zechensiedlungen im mittleren Ruhrgebiet verfrachteten die Ziegenhändler ihre Herde bis Dortmund mit der Bahn und trieben sie handelnd bis Duisburg durch die Kolonien im Emscherraum. Das Ende der Ziegenzucht setzt das Jahr 1963, als die Bockstation in Bad Driburg abgerissen wurde.

##### Entwicklung des Heilbades
Entscheidend für die Zukunft wurde die Übernahme der staatlichen Quellen und Forsten durch Caspar Heinrich von Sierstorpff (1750–1842) im Jahre 1782. Seine Publikationen weisen auf den Beginn der nachhaltigen Forstwirtschaft in der entwaldeten Landschaft hin. Er führte die forstwirtschaftlich berühmt gewordenen „Rosenberg-Lärchen“ ein. Mit dem Städtchen (850 Einwohner) wurde das neue Bad durch eine Lindenallee verbunden. Zwischen beiden Orten lag der landwirtschaftliche Gutsbetrieb. In der ersten Badesaison 1782 besuchten 101 Gäste das neue Badehaus. Im Landhausstil entstanden die Logierhäuser als Fachwerkbauten. 1815 kaufte von Siersttorpff vom neuen Staat Preußen die früheren landesherrlichen-paderbornischen Forsten und wurde mit den Erwerbungen des Gutes Rothehaus (1821) sowie mit der Klosterdomäne Gehrden (1826) einer der größten Gutsbesitzer der Region. Der Erbzins an den Quellen wurde vom preußischen König 1828 erneuert. Dieser Erbzinsvertrag erlosch 1850 durch Gesetz, sodass Quellen und Bad seitdem Privatbesitz sind. Die Stadt Driburg erhielt auf Antrag von der preußischen Regierung in Minden am 26. August 1919 den Namen „Bad Driburg“.
Infolge der Gesundheitspolitik in der Weimarer Republik nach dem Ersten Weltkrieg entwickelte sich die Stadt Bad Driburg mit Sanatorien und privaten Beherbergungsbetrieben zu einer Kur- und Badestadt. Bei Pömbsen schuf (1924/25) die Barmer Ersatzkasse aus dem „Trink- und Luftkurort“ eine Kurklinik mit Park: „Bad Hermannsborn“. Bemerkenswert sind die neubarockisierende Gestaltung der Anlage und die späte Jugendstilausstattung in kaukasischem Nussbaum im Innern. Die Driburger Gästezahl stieg bis zur Weltwirtschaftskrise auf 9.400 mit 170.000 Übernachtungen während der Sommersaison.

##### Die Badestadt in einer Erholungslandschaft
Als Lazarettstadt blieb Driburg im Zweiten Weltkriege unzerstört. Von 1945 bis 1950 waren die Kurbetriebe, viele Hotels und weitere Gebäude durch die britische Besatzungsmacht beschlagnahmt. Nach der Freigabe durch die britischen Behörden 1950 nahm das Bad mit der Gesundheitsvorsorge durch vier neue Kliniken verschiedener Versicherungen und Träger und durch den Zuzug zunächst von Heimatvertriebenen den größten Aufschwung an Einwohnern und Gästen. Die Zahlen erreichten den Höhepunkt 1987 mit 57.736 Gästen, 962.564 Übernachtungen und weiteren zusätzlichen Tagesgästen. Das Thermalbad wurde als Stärkung des Heilbades im Kurbereich von der Stadt errichtet.
Dazu verlief parallel die Umwandlung der Infrastruktur mit Stadtkernsanierung, in der das Rittergut durch Wohn- und Geschäftsbebauung ersetzt wurde. Mit umfangreicher Wohnbebauung dehnte sich die Stadt vor allem in südlicher und nördlicher Richtung aus. Frühzeitige Entlastung durch die Umgehungsstraße, Aussiedlung des Gewerbes in zwei neue Gewerbegebiete im Süden der Stadt und in Herste mit dem Klärwerk machten aus der Landstadt eine moderne Wohnstadt. Insbesondere nach dem Zweiten Weltkrieg wurde der historische Baubestand im Rahmen der Stadtkernsanierung großenteils durch Einzelhandels-Geschäfte ersetzt. Beim Kurpark wurden der 18-Loch-Golfplatz, Tennisplätze und -halle angelegt, in den Dörfern entstanden Pensionen und Reiterhöfe. Der Eggegebirgsverein betreut das Wanderwegenetz und geführte Wanderungen. Zweimal veranstaltete er mit der Stadt Bad Driburg den Deutschen Wandertag.

##### Entwicklung des Bildungswesens
Im 20. Jahrhundert begann die Entwicklung zu einer Schulstadt. Das Kloster der Steyler Missionare mit höherer Schule für Ordensnachwuchs (gegr. 1915, seit 1947 altsprachliches Gymnasium, seit 1975 Gymnasium St. Xaver), die Städtische Höhere Knaben- und Mädchenschule (1922/1923, Gymnasium seit 1965), das erste Gymnasium für Erwachsene in Deutschland: das Clementinum für Priesterspätberufene (1925), machten Bad Driburg zur größten Internatstadt in Westfalen. Im Clementinum wurde am 11. September 1946 als Nachfolgerin der Kaiser-Wilhelm-Gesellschaft die Max-Planck-Gesellschaft in der britischen Zone gegründet. Die Schulstruktur mit Gymnasium, Realschule, Haupt- und Grundschulen konzentrierte sich nach dem Zweiten Weltkrieg in zwei neuen Schulzentren.

##### Strukturkrise und Verjüngung des Kurortimages
Der seit den späten 1960er-Jahren zu beobachtende Besucherrückgang nahm in der zweiten Hälfte der 1990er-Jahre krisenhafte Züge an. Bis dahin waren die 700 Internatsplätze bereits entfallen. Das Gymnasium für Spätberufene Clemens-Hofbauer-Kolleg schloss 1997 wegen Schülermangels. Arbeitsintensive Handarbeit in der Glasproduktion und in ihren Folgebetrieben der Glasschleiferei erzwangen aus Kostengründen Werksschließungen. Das in der Blütezeit ca. 300 Arbeitsplätze beherbergende Sperrholzwerk musste ebenfalls unter Kostendruck schließen. Die Sparmaßnahmen in der Gesundheitspolitik führten zu einem Einbruch der Gästezahlen um ca. 25 %. Der Einzelhandel litt unter dem Rückgang der auswärtigen Besucher. Positiv entwickelte sich die Glashütte in Siebenstern der Firma Walther-Glas durch Automatisierung und vermehrten Glasexport. Die Kurkliniken werden heute als Reha-Kliniken mit veränderter Gästestruktur geführt.
Nach der Jahrtausendwende erfolgte eine Neukonzeption des Kurortbetriebs. Die privaten Kurbetreiber, die Unternehmensgruppe Graf von Oeynhausen-Sierstorpff, stellten nun die historischen Parkanlagen in das Zentrum des Kurangebots. Der Park war vom Gründer um 1800 im Stil des englischen Landschaftsgartens über 60 ha angelegt worden. Zwischen den Weltkriegen wurden ein Rosengarten und Rhododendronhecken sowie eine Konzertmuschel hinzugefügt. 2003 wurde eine Gedenkstätte für die berühmtesten Gäste des Kurbades geschaffen, Friedrich Hölderlin und Susette Gontard („Diotima“), die im Sommer 1796 einige Wochen gemeinsam in Bad Driburg verlebten. 2005/2007 wurden die historischen Gebäude des Hotels und der Gästehäuser saniert und modernisiert und der Betrieb als „Gräflicher Park Hotel & Spa“ neu organisiert.

##### Infrastruktur und Verkehr
Die alte Poststraße führte seit 1769 über den 398 m ü. NN hohen Stellberg (in relativer Höhe ca. 150 m) aus dem Tal nach Paderborn. 1827 wurde sie zur preußischen Landstraße, heute B 64, ausgebaut. 1864 erreichte die Eisenbahn Driburg. An der Allee vom Kurpark zur Stadt liegen die „Bad Driburger Naturparkquellen“, traditioneller Mittelpunkt des Kur- und Bäderbetriebs.

### Religionen

#### Traditionen

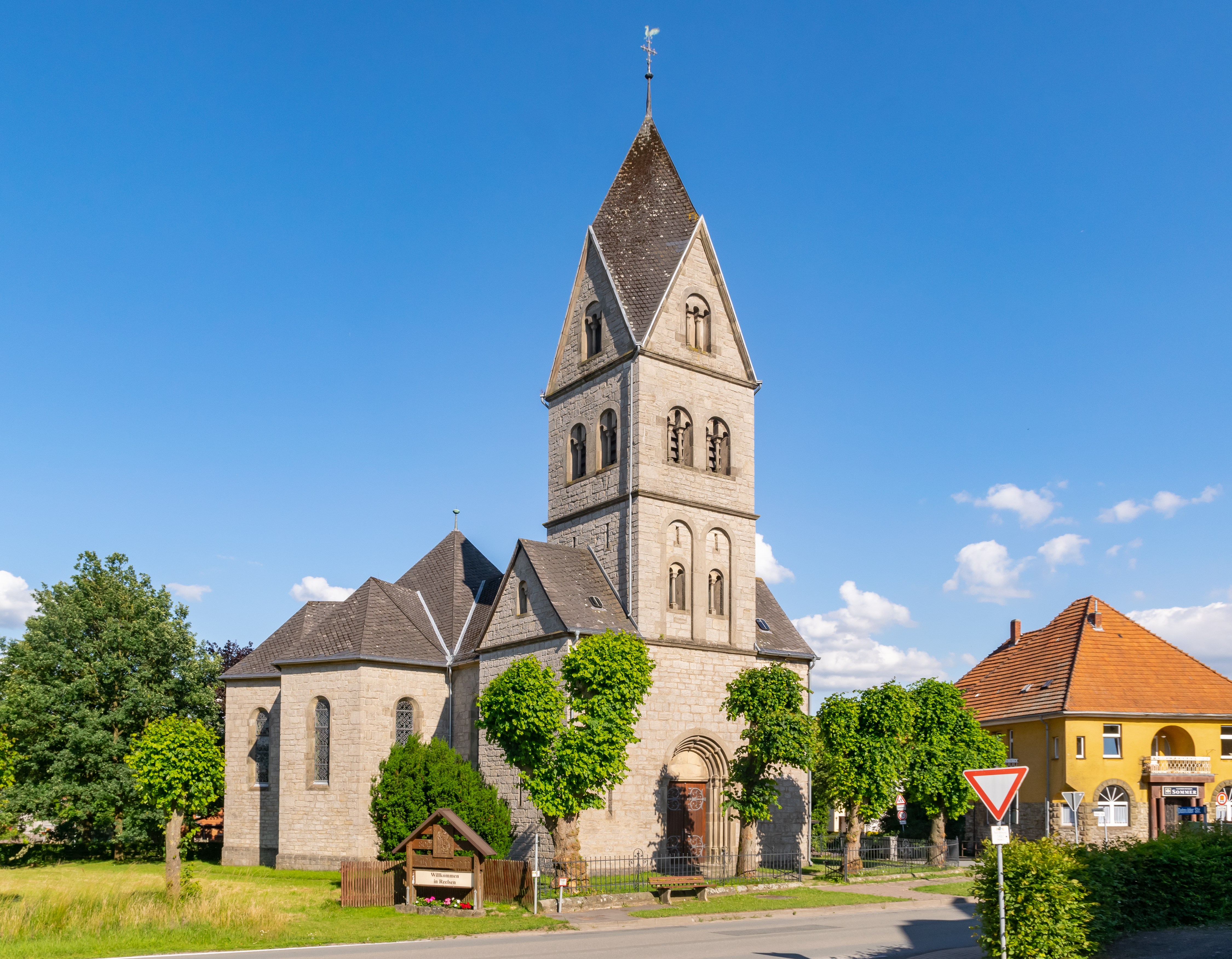
Die St.-Martinus-Kirche in Reelsen

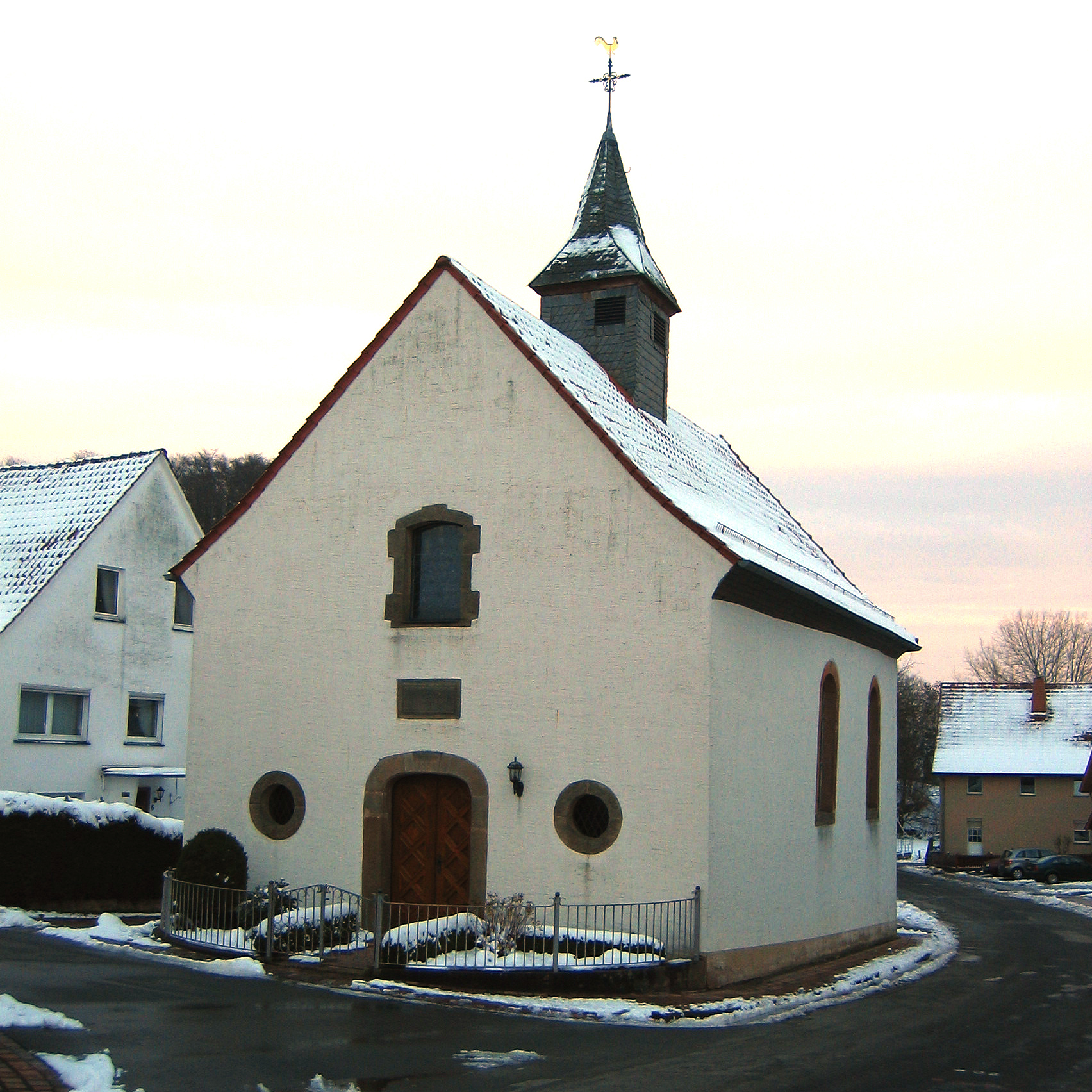
Die Josefskapelle in Kühlsen

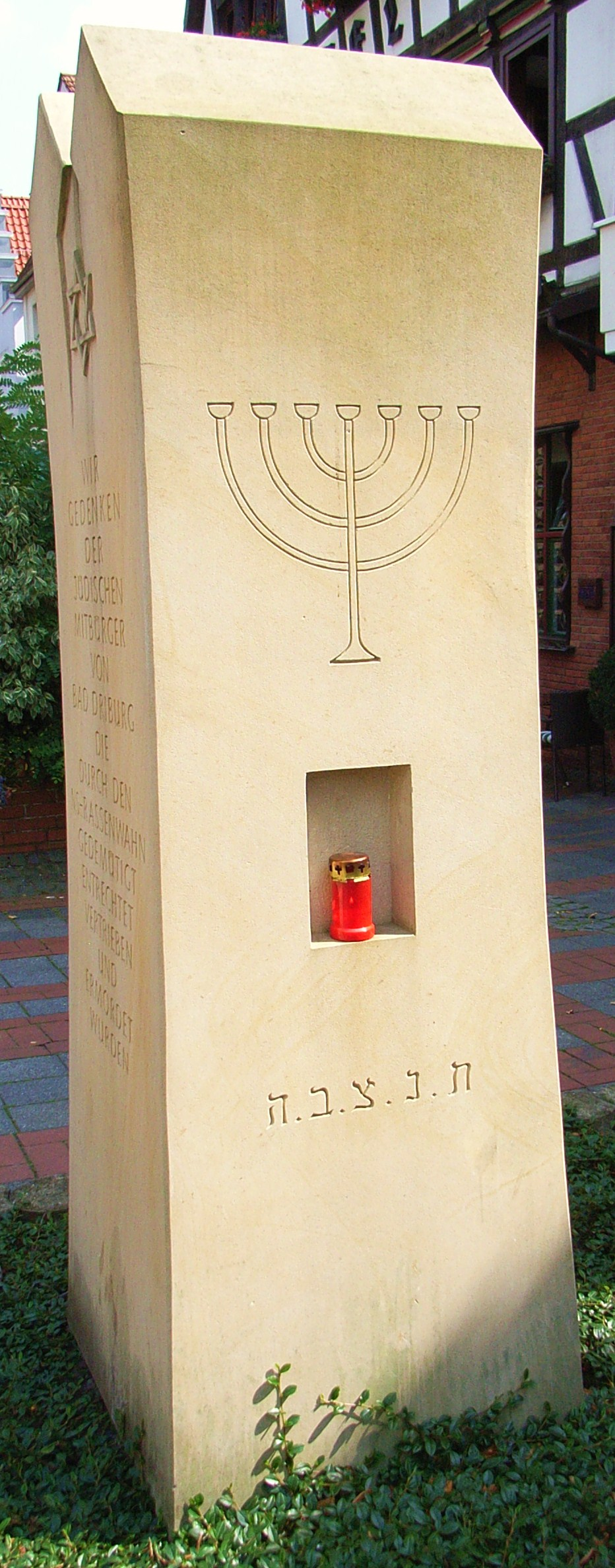
Gedenkstätte von 2009

In der Zugehörigkeit zum Hochstift Paderborn bis 1802 war die eingesessene Bevölkerung der Stadt Driburg und der heute zugehörenden Ortschaften traditionell katholisch und ist es mehrheitlich bis heute. Frühe Pfarreien bestehen in Driburg St. Peter und Paul mit einer spätromanischen Vorgängerkirche, in Pömbsen mit der Kirche Mariä Himmelfahrt in barocker Ausstattung, in Dringenberg St. Mariä Geburt mit spätgotischer Kirche (1380–1412), sowie in Neuenheerse mit der romanischen Stiftskirche St. Saturnina (1100–1130). Die Filialgemeinden in den Dörfern besaßen Kapellen: zur Pfarre Pömbsen die Kapellen St. Martinus Reelsen, die Pfarrvikarie St. Vitus Alhausen (beide 18. Jahrhundert) und Johannes Nepomuk in Erpentrup und Langeland. Pömbsen hat ferner die Kluskapelle von 1687, und die Gemeinde pflegt bis heute die barocke Tradition der Kreuztracht am Karfreitag. Die Pfarrvikarie St. Urbanus im Dorf Herste hatte die gotische St.-Urban-Kapelle des 14. Jahrhunderts und eine weitere aus dem 17. Jahrhundert. Die Kapellen sind im späten 19. und im 20. Jahrhundert durch größere Kirchen als Gottesdiensträume ersetzt. Die Kluskapelle St. Antonius an der Ösequelle und die Kapelle St. Josef in Kühlsen gehören in die Pfarre Neuenheerse.

#### Die jüdischen Gemeinden
Wenige Juden lebten seit mehreren Jahrhunderten ohne Bürgerrecht in Stadt und Dörfern. Die erste Synagoge in Driburg entstand 1808 nach der Judenemanzipation im Königreich Westphalen. An der Revolution von 1848 beteiligten sich jüdische Bürger im demokratischen Volksverein. Synagogen gab es auch in Pömbsen (nach dem Novemberpogrom 1938 abgebrochen, Friedhof in Nieheim) und in Dringenberg. 1933 lebten in der Stadt Bad Driburg über 50 Juden. Die Verwüstung der Synagogen 1938 und die Deportationen der letzten 28 Juden durch die Nationalsozialisten 1942 bedeuteten das Ende der Synagogengemeinden. In Bad Driburg und in Dringenberg bestehen jüdischen Friedhöfe.
Am 18. Oktober 2009 wurde in der Langen Straße eine Gedenkstätte für die in der Zeit des Nationalsozialismus ermordeten jüdischen Bad Driburger Bürger der Öffentlichkeit übergeben. Die Gedenkstätte wurde gestaltet vom Bildhauer Herbert Görder und initiiert vom gemeinnützigen Verein „bürgerpunkt“.

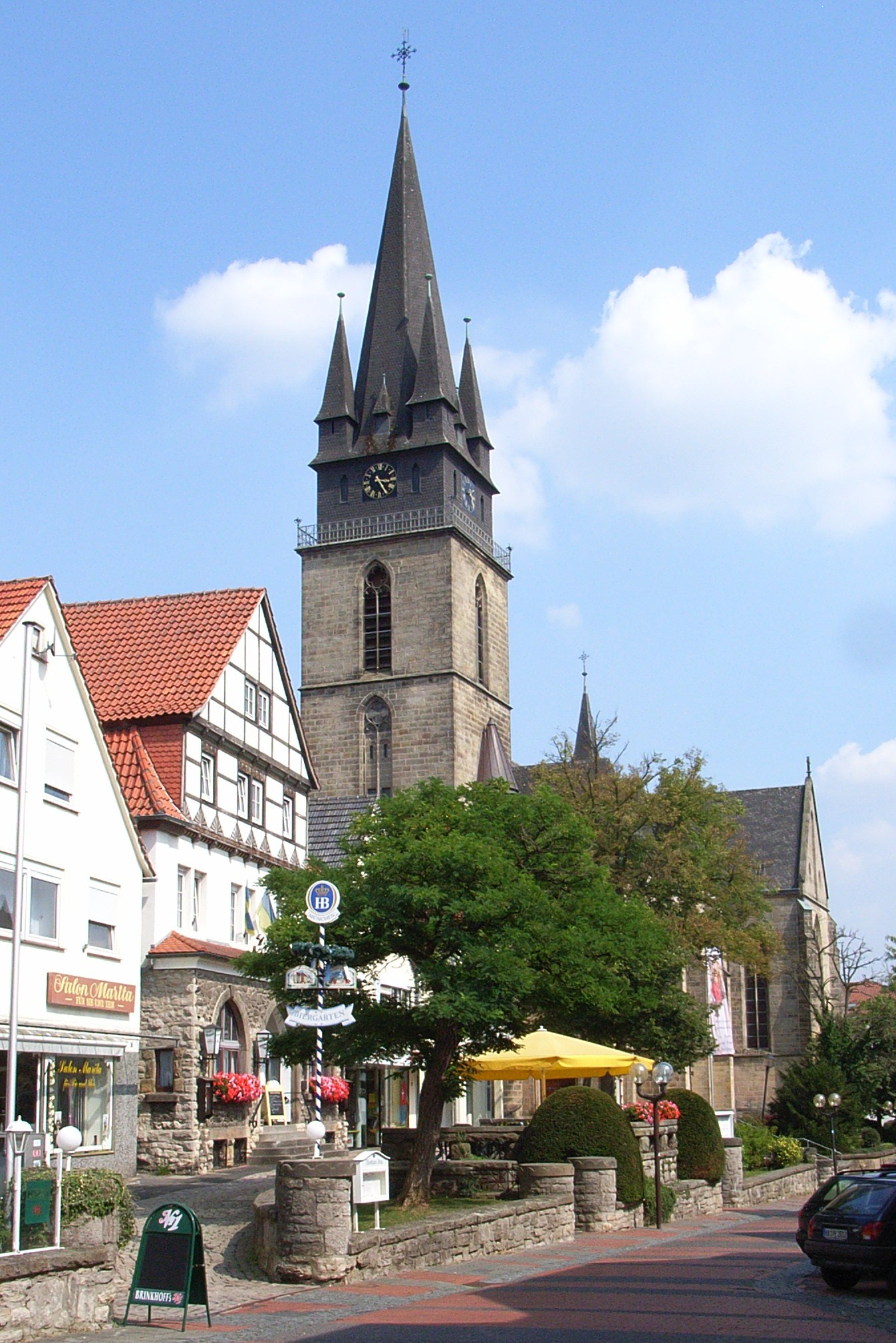
St. Peter und Paul

#### Der heutige katholische Pastoralverbund Bad Driburg
Die römisch-katholischen Kirchengemeinden gehören zum Erzbistum Paderborn und stehen in dieser Tradition seit dem frühen und hohen Mittelalter. Der Rückgang an Priestern und Gläubigen veranlasste die Bildung von Pastoralverbünden: Die Kirchengemeinden St. Peter und Paul in der Kernstadt, Mariä Himmelfahrt in Pömbsen mit der Pfarrvikarie St. Vitus in Alhausen und der Filialgemeinde St. Martinus in Reelsen und St. Johannes Nepomuk in Langeland-Erpentrup bildeten vorübergehend den Pastoralverbund Bad Driburg-Nord mit rd. 5800 Katholiken, die Pfarrei Zum Verklärten Christus in Bad Driburg-Süd, die Pfarrvikarie St. Urbanus in Herste, die Pfarreien Mariä Geburt in Dringenberg und St. Saturnina in Neuenheerse den Pastoralverbund Bad Driburg-Süd mit rd. 6400 Katholiken. Seit dem 1. September 2009 sind alle katholischen Kirchengemeinden in der Stadt Bad Driburg zum „Pastoralverbund Bad Driburg“ zusammengelegt. Er ist flächenmäßig deckungsgleich mit der politischen Gemeinde Bad Driburg, etwa 12.000 Katholiken gehören ihm an.

#### Katholische Gemeinschaften und Einrichtungen
Die Steyler Missionare unterhielten das Missionshaus St. Xaver (1915–2008) mit einem Gymnasium, das seit 1959 außer dem Ordensnachwuchs auch andere Schüler aufnahm. Seit 2001 ist die Erzdiözese Paderborn Trägerin des Gymnasiums St. Xaver. Sie ist zudem Trägerin der Familienbildungsstätte Bad Driburg.
Das anfangs altsprachliche Aufbaugymnasium und spätere Kolleg Clementinum (1922–1997 mit Unterbrechung ab 1941 in der NS-Zeit) des Clemens-Hofbauer-Hilfswerks e. V., wurde von dem geborenen Driburger Prälaten Bernhard Zimmermann gegründet als erstes Gymnasium in Deutschland für Erwachsene mit beruflicher Vorbildung und dem Ziel, Priesternachwuchs (Priester-Spätberufene) zum Abitur zu führen.
Das 1924 gegründete Dreifaltigkeitskloster Bad Driburg wird von der Kongregation der Dienerinnen des Hl. Geistes und der Ewigen Anbetung getragen und ist Generalat.
In Bad Driburg-Neuenheerse ist die Kongregation der Missionare vom kostbaren Blut Trägerin des Gymnasiums St. Kaspar, auf dem Grundstück des ehemaligen adeligen Damenstifts Heerse (868–1810) gelegen.
Das St. Josef Hospital ist ein Standort des Klinikum Weser-Egge, das zur Katholischen Hospitalvereinigung Weser-Egge gehört.

#### Die evangelische Kirchengemeinde

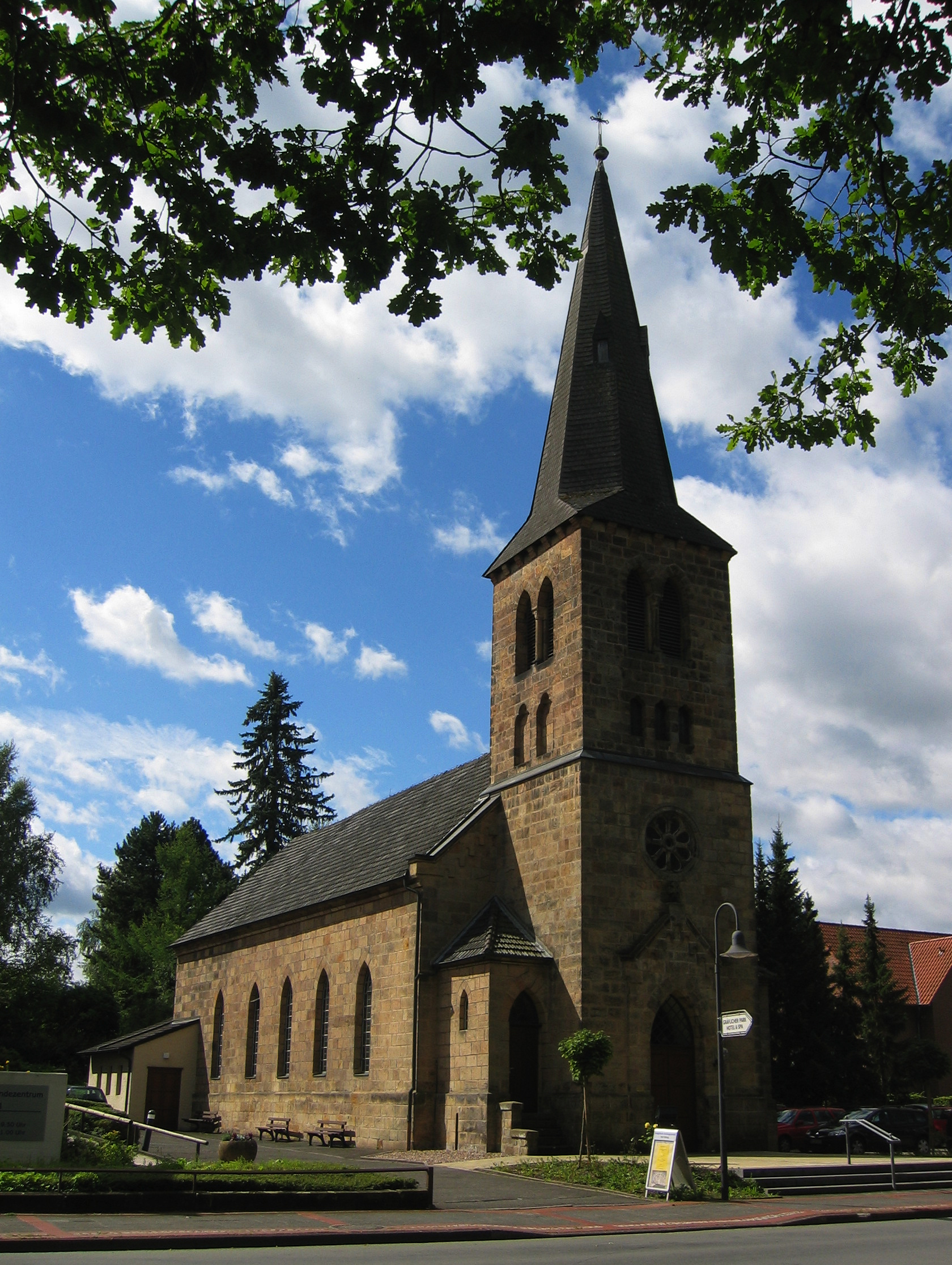
Evangelische Kirche am Kurpark

Die Evangelische Kirchengemeinde Bad Driburg wurde 1850 von Brakel abgezweigt und selbständige Pfarrei. Sie ist heute in vier Gemeindebezirke gegliedert: Die Kernstadt und nördliche Ortsteile bilden die Bezirke 1 und 3; Bezirk 2 ist Altenbeken (politische Gemeinde Altenbeken); zum Bezirk 4 mit eigener Kirche in Neuenheerse gehören Dringenberg und – zur politischen Gemeinde Willebadessen gehörend – Altenheerse. Das Evangelische Johanneswerk e. V. unterhält das Seniorenheim Melanchthon-Haus.

#### Weitere religiöse Gruppen
Eine eigene Kirche besitzt die Neuapostolische Gemeinde Bad Driburg.
Zeugen Jehovas (Versammlung Bad Driburg) treffen sich im Königreichssaal, im Wenningsen 31, Bad Driburg.
Am Siedlerplatz in der Südstadt Bad Driburgs trifft sich die Evangeliums-Christengemeinde Bad Driburg, eine freikirchliche Vereinigung. Gegründet wurde die Gemeinde im August 2006 von der Freien Christen-Gemeinde aus Lichtenau.

### Eingemeindungen
Am 1. Januar 1970 wurden die zuvor im Amt Driburg selbständigen Gemeinden Alhausen, Erpentrup, Herste, Langeland, Pömbsen und Reelsen und die Stadt Bad Driburg aufgrund der Festlegung im Gesetz zur Neugliederung des Kreises Höxter vom 2. Dezember 1969 zur amtsfreien Stadt Bad Driburg zusammengeschlossen. Das Amt Driburg wurde aufgelöst.
Auf der Basis des Gesetzes zur Neugliederung der Gemeinden und Kreise des Neugliederungsraumes Sauerland/Paderborn (Sauerland/Paderborn-Gesetz) vom 5. November 1974 wurden am 1. Januar 1975 die Stadt Dringenberg und die Gemeinden Kühlsen und Neuenheerse (vormals alle zum Amt Dringenberg-Gehrden gehörig) in die Stadt Bad Driburg eingegliedert. Weiterhin wurde die Zugehörigkeit der Stadt zum Kreis Höxter geregelt.

### Einwohnerentwicklung
Die folgende Übersicht zeigt die Einwohnerzahlen der Stadt Bad Driburg nach dem jeweiligen Gebietsstand, bei einigen Jahren zusätzlich nach heutigem Gebietsstand. Änderungen des Gebietsstandes ergaben sich durch den Zusammenschluss der Stadt mit sechs umliegenden Gemeinden zum 1. Januar 1970 und der Eingliederung dreier weiterer Gemeinden zum 1. Januar 1975.
Bei den Zahlen handelt es sich bis 1970 und für 1987 um Volkszählungsergebnisse und ab 1975 um amtliche Fortschreibungen des Statistischen Landesamtes. Die Zahlen für 1975, 1980 und 1985 sind geschätzte Werte und die Zahlen ab 1990 Fortschreibungen auf Basis der Ergebnisse der Volkszählung von 1987, ab 2012 Fortschreibungen auf Basis des Zensus 2011. Die Angaben beziehen sich ab 1867 sowie für 1946 auf die Ortsanwesende Bevölkerung, ab 1925 auf die Wohnbevölkerung und ab 1985 auf die Bevölkerung am Ort der Hauptwohnung. Vor 1871 wurde die Einwohnerzahl nach uneinheitlichen Erhebungsverfahren ermittelt.
Bad Driburg nach dem damaligen Gebietsstand
| Jahr            | Einwohner |
| --------------- | --------- |
| 1818 (31. Dez.) | 1.586     |
| 1831 (3. Dez.)  | 2.090     |
| 1837 (3. Dez.)  | 1.940     |
| 1843 (3. Dez.)  | 2.068     |
| 1849 (3. Dez.)  | 2.104     |
| 1852 (3. Dez.)  | 2.145     |
| 1858 (3. Dez.)  | 2.000     |
| 1861 (3. Dez.)  | 2.163     |
| 1867 (3. Dez.)  | 2.094     |
| 1871 (1. Dez.)  | 2.083     |
| 1885 (1. Dez.)  | 2.509     |
| 1895 (1. Dez.)  | 2.615     |

| Jahr            | Einwohner |
| --------------- | --------- |
| 1900 (1. Dez.)  | 02.650    |
| 1905 (1. Dez.)  | 02.702    |
| 1910 (1. Dez.)  | 02.895    |
| 1925 (16. Juni) | 03.679    |
| 1933 (16. Juni) | 04.341    |
| 1939 (17. Mai)  | 04.900    |
| 1946 (29. Okt.) | 07.232    |
| 1950 (13. Sep.) | 07.226    |
| 1961 (6. Juni)  | 07.898    |
| 1970 (27. Mai)  | 12.950    |
| 1974 (30. Juni) | 13.985    |

Bevölkerungsentwicklung in Bad Driburg von 1818 bis 2017 nach nebenstehenden Tabellen

Bad Driburg nach dem heutigen Gebietsstand
| Jahr            | Einwohner |
| --------------- | --------- |
| 1939 (17. Mai)  | 09.355    |
| 1950 (13. Sep.) | 13.698    |
| 1961 (6. Juni)  | 13.729    |
| 1970 (27. Mai)  | 16.247    |
| 1974 (30. Juni) | 17.336    |
| 1975 (31. Dez.) | 17.477    |
| 1980 (31. Dez.) | 17.711    |
| 1985 (31. Dez.) | 17.060    |
| 1987 (25. Mai)  | 16.582    |
| 1990 (31. Dez.) | 17.525    |

| Jahr            | Einwohner |
| --------------- | --------- |
| 1995 (31. Dez.) | 19.122    |
| 2000 (31. Dez.) | 19.462    |
| 2005 (31. Dez.) | 19.502    |
| 2007 (31. Dez.) | 19.364    |
| 2010 (31. Dez.) | 18.959    |
| 2011 (31. Dez.) | 18.802    |
| 2012 (31. Dez.) | 18.431    |
| 2017 (31. Dez.) | 18.930    |
| 2022 (31. Dez.) | 19.390    |

## Politik
Während der Revolution im Jahr 1848 traten unter den Bürgern drei Richtungen in Erscheinung: Die konservativ katholische betrieb die Wahl des Bischofs von Paderborn zum Abgeordneten der preußischen Nationalversammlung, die bürgerlich liberale gründete den „Volksverein“ und hisste die schwarz-rot-goldene Fahne, die proletarische drangsalierte die Juden und verlangte vom Grafen frühere Holzsammelrechte zurück. Der in Bad Driburg-Alhausen geborene Arzt Friedrich Wilhelm Weber gehörte zu den Gründern des Volksvereins. In politischer Dichtung äußerte er Kritik an Preußen. Er vertrat den Wahlkreis Höxter-Warburg 1862–1893 als Mitglied der Zentrumsfraktion im preußischen Landtag. 1878 erschien sein Westfalenepos Dreizehnlinden, das ein Volksbuch wurde. Sozial verursachte Unruhen steigerten sich 1923 zum „Driburger Landfriedensbruch“, bei dem gegen Kaufleute und den Gutinspektor tätliche Angriffe zum Tode des Inspektors führten. In der Weltwirtschaftskrise wurden die Glashütten stillgelegt. 1931 entstand die Ortsgruppe der NSDAP. Widerstand richtete sich in der Zeit des Nationalsozialismus gegen die Kirchenverfolgung und die Zerstörung der Synagoge (Verbannung des Dechanten Becker, Pater Riepe † 1942 im KZ Dachau). Die Priester-Spätberufenen-Schule St. Klemens wurde 1941 geschlossen. Bad Driburg verlor seine jüdischen Mitbürger. In der Zeit nach dem Zweiten Weltkrieg wurde die CDU stärkste Partei, die den Bürgermeister stellte.
Mehrheitsverhältnisse der politischen Parteien in der Stadt Bad Driburg in repräsentativen Jahren (in % der abgegebenen gültigen Stimmen):
| Jahr | Wahl                | Zentrum | CDU  | SPD  | KPD | DVP   | DDP | FDP | DNVP | NSDAP | Unabhängige | Sonstige |
| ---- | ------------------- | ------- | ---- | ---- | --- | ----- | --- | --- | ---- | ----- | ----------- | -------- |
| 1919 | Nationalversammlung | 71,9    | –    | 11,1 | –   | < 6,4 | 7,5 | –   | 3,1  | –     | –           | –        |
| 1933 | Reichstagswahl      | 62,9    | –    | 04,0 | 4,0 | < 0,1 | –   | –   | 2,8  | 26,4  | –           | < 0,1    |
| 1947 | Landtagswahl        | 13,5    | 59,8 | 18,3 | 5,0 | –     | –   | 3,4 | –    | –     | –           | –        |
| 1949 | Bundestagswahl      | 9,8     | 46,9 | 21,0 | 1,8 | –     | –   | 5,7 | –    | –     | 11,4        | < 3,4    |

### Stadtrat
In der ersten Stadtverordnetenwahl nach dem Zweiten Weltkrieg am 15. September 1946 erreichten die Parteien in der damaligen Stadt Bad Driburg folgende Mandate: CDU 16 Sitze, Zentrum und SPD je einen Sitz.
Die folgende Tabelle zeigt die Zusammensetzung des Stadtrates und die Kommunalwahlergebnisse seit 1975 (nur Ergebnisse mit einem Stimmenanteil von mindestens 1 %):
|                 | 2020    | 2020    | 2014    | 2014    | 2009    | 2009    | 2004    | 2004    | 1999    | 1999    | 1994    | 1994    | 1989    | 1989    | 1984    | 1984    | 1979    | 1979    | Sitzverteilung Bad Driburg 2020Insgesamt 34 Sitze - SPD: 6 - Grüne: 6 - ÖDP: 2 - UWG: 1 - FDP: 2 - CDU: 15 - AfD: 2 |
| Partei          | Sitze   | %       | Sitze   | %       | Sitze   | %       | Sitze   | %       | Sitze   | %       | Sitze   | %       | Sitze   | %       | Sitze   | %       | Sitze   | %       | Sitzverteilung Bad Driburg 2020Insgesamt 34 Sitze - SPD: 6 - Grüne: 6 - ÖDP: 2 - UWG: 1 - FDP: 2 - CDU: 15 - AfD: 2 |
| --------------- | ------- | ------- | ------- | ------- | ------- | ------- | ------- | ------- | ------- | ------- | ------- | ------- | ------- | ------- | ------- | ------- | ------- | ------- | --- |
| CDU             | 15      | 43,54   | 17      | 52,97   | 15      | 48,93   | 16      | 50,81   | 19      | 58,03   | 20      | 47,91   | 21      | 48,81   | 22      | 52,87   | 21      | 52,95   | Sitzverteilung Bad Driburg 2020Insgesamt 34 Sitze - SPD: 6 - Grüne: 6 - ÖDP: 2 - UWG: 1 - FDP: 2 - CDU: 15 - AfD: 2 |
| SPD             | 06      | 19,15   | 06      | 18,87   | 05      | 15,81   | 06      | 18,23   | 07      | 22,28   | 12      | 27,79   | 10      | 24,07   | 08      | 20,65   | 09      | 24,54   | Sitzverteilung Bad Driburg 2020Insgesamt 34 Sitze - SPD: 6 - Grüne: 6 - ÖDP: 2 - UWG: 1 - FDP: 2 - CDU: 15 - AfD: 2 |
| GRÜNE           | 06      | 17,02   | 03      | 07,96   | 03      | 09,80   | 02      | 08,15   | 01      | 04,40   | 02      | 06,52   | 0       | 04,88   | 03      | 07,63   | 0−      | −       | Sitzverteilung Bad Driburg 2020Insgesamt 34 Sitze - SPD: 6 - Grüne: 6 - ÖDP: 2 - UWG: 1 - FDP: 2 - CDU: 15 - AfD: 2 |
| UWG             | 01      | 03,99   | 02      | 06,44   | 03      | 08,85   | 03      | 08,62   | 03      | 08,35   | 03      | 07,10   | 04      | 10,39   | 06      | 14,77   | 07      | 16,93   | Sitzverteilung Bad Driburg 2020Insgesamt 34 Sitze - SPD: 6 - Grüne: 6 - ÖDP: 2 - UWG: 1 - FDP: 2 - CDU: 15 - AfD: 2 |
| ÖDP             | 02      | 04,98   | 02      | 05,74   | 03      | 08,38   | 03      | 08,73   | 02      | 06,64   | 02      | 06,89   | 02      | 06,06   | 0−      | −       | 0−      | −       | Sitzverteilung Bad Driburg 2020Insgesamt 34 Sitze - SPD: 6 - Grüne: 6 - ÖDP: 2 - UWG: 1 - FDP: 2 - CDU: 15 - AfD: 2 |
| FDP             | 02      | 04,78   | 01      | 04,29   | 03      | 08,23   | 02      | 05,45   | −       | −       | 0       | 03,78   | 02      | 05,78   | 0       | 04,09   | 02      | 05,58   | Sitzverteilung Bad Driburg 2020Insgesamt 34 Sitze - SPD: 6 - Grüne: 6 - ÖDP: 2 - UWG: 1 - FDP: 2 - CDU: 15 - AfD: 2 |
| Linke           | 0−      | 0−      | 01      | 03,73   | −       | −       | −       | −       | –       | –       | −       | −       | −       | −       | −       | −       | −       | −       | Sitzverteilung Bad Driburg 2020Insgesamt 34 Sitze - SPD: 6 - Grüne: 6 - ÖDP: 2 - UWG: 1 - FDP: 2 - CDU: 15 - AfD: 2 |
| AfD             | 02      | 06,53   | −       | −       | −       | −       | −       | −       | −       | −       | −       | −       | −       | −       | −       | −       | −       | −       | Sitzverteilung Bad Driburg 2020Insgesamt 34 Sitze - SPD: 6 - Grüne: 6 - ÖDP: 2 - UWG: 1 - FDP: 2 - CDU: 15 - AfD: 2 |
| Gesamt 1        | 34      | 100     | 32      | 100     | 32      | 100     | 32      | 100     | 32      | 100     | 39      | 100     | 39      | 100     | 39      | 100     | 39      | 100     | Sitzverteilung Bad Driburg 2020Insgesamt 34 Sitze - SPD: 6 - Grüne: 6 - ÖDP: 2 - UWG: 1 - FDP: 2 - CDU: 15 - AfD: 2 |
| Wahlbeteiligung | 55,86 % | 55,86 % | 52,53 % | 52,53 % | 55,30 % | 55,30 % | 58,38 % | 58,38 % | 63,07 % | 63,07 % | 84,41 % | 84,41 % | 73,02 % | 73,02 % | 72,48 % | 72,48 % | 77,09 % | 77,09 % | Sitzverteilung Bad Driburg 2020Insgesamt 34 Sitze - SPD: 6 - Grüne: 6 - ÖDP: 2 - UWG: 1 - FDP: 2 - CDU: 15 - AfD: 2 |

### Bürgermeister
Bürgermeister von Bad Driburg ist Burkhard Deppe (CDU). Er wurde erstmals am 26. September 2004 mit 58,3 % und am 30. August 2009 mit 72,65 % der gültigen Stimmen gewählt. 2014 wurde er mit 78,35 % der gültigen Stimmen im Amt bestätigt. Am 13. September 2020 wurde Deppe mit 57,7 % der gültigen Stimmen wiedergewählt. Deppes Vorgänger war Karl-Heinz Menne (CDU), der am 12. September 1999 mit 68,3 % der gültigen Stimmen gewählt worden war.

### Wappen, Banner und Siegel

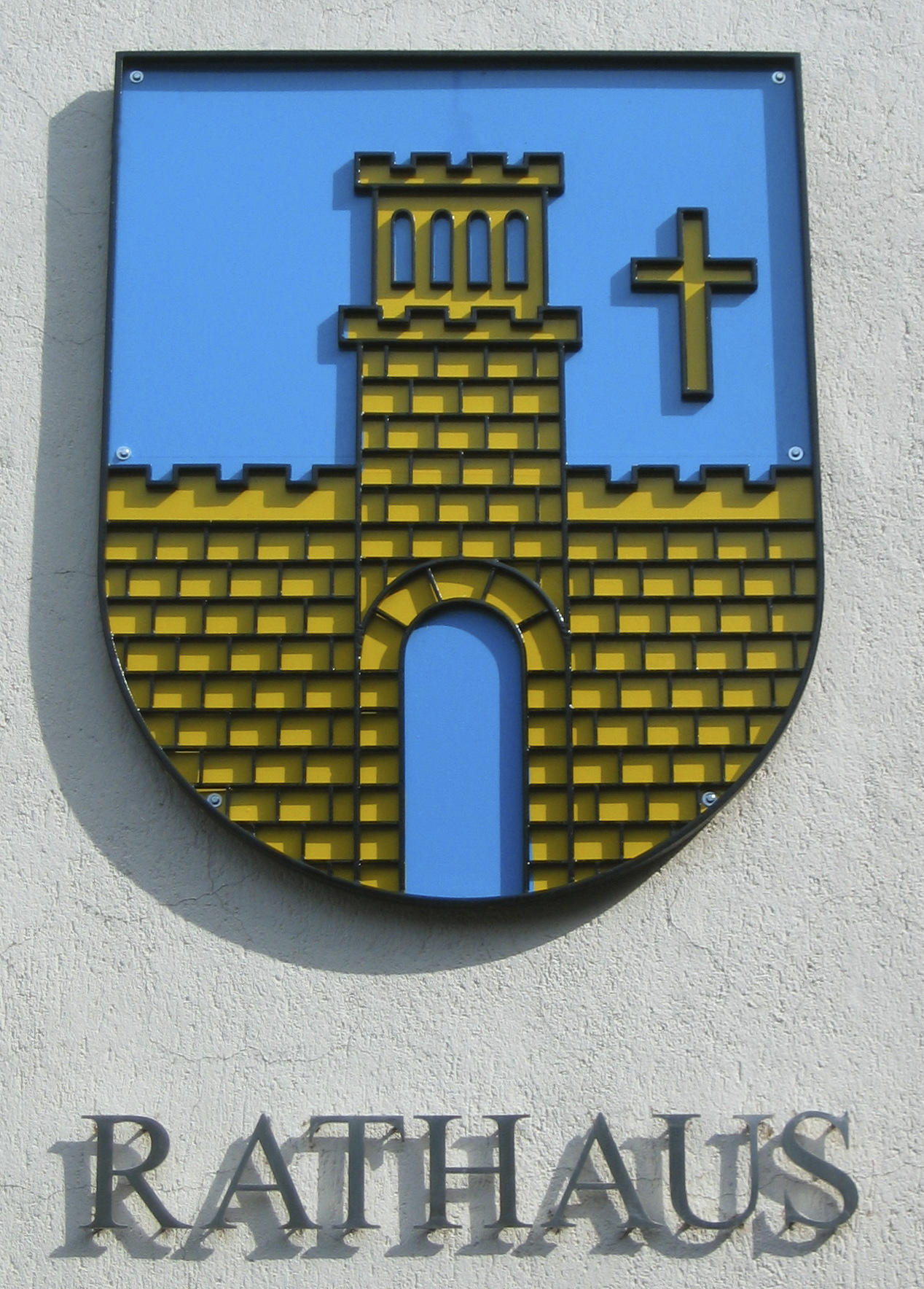
Stadtwappen am Rathaus

Der Stadt Bad Driburg ist mit Urkunde des Regierungspräsidenten in Detmold vom 9. Mai 1973 das Recht zur Führung eines Wappens und eines Banners verliehen worden. Weiterhin führt sie ein Siegel mit dem Stadtwappen (Hauptsatzung § 2). Bad Driburg wurde genehmigt, das Wappen in den Farben Gold und Blau zu führen, dies war der Wunsch der Stadt. Zuvor führte sie seit dem 6. Juli 1908 ein fast gleich aussehendes Wappen in den Farben Gold und Rot.
Beschreibung des Wappens:

In Blau eine goldene (gelbe) gezinnte Stadtmauer mit offenem, von einem doppeltgezinnten Turm überragten Tor; über der Mauer im linken Schildfeld freischwebend ein goldenes (gelbes) lateinisches Kreuz.
Der Turm ist Zeichen Driburgs schon seit fast 800 Jahren und man findet ihn auch schon auf dem im Jahre 1215 geprägten „Driburg Pfennig“, von dem es heute nur noch zwei Exemplare gibt. Er wurde bereits auf einem Siegel aus dem Jahr 1390 verwendet. Das später hinzugefügte Kreuz repräsentiert die Zugehörigkeit der Stadt zum Hochstift Paderborn.
Beschreibung des Banners:

Von Blau und Gelb längsgestreift mit dem Stadtwappen etwas oberhalb der Mitte des Banners.
Beschreibung des Siegels:

Umschrift oben: Stadt. Umschrift unten: Bad Driburg. Siegelbild: Wappenschild, in dem der Inhalt des Stadtwappens in Umrissen wiedergegeben ist.

### Städtepartnerschaften
- Bad Driburg unterhält seit 1990 eine Städtefreundschaft zu Uebigau im Südwesten Brandenburgs. Uebigau ging Ende 2001 in der neu gebildeten Stadt Uebigau-Wahrenbrück auf. Es besteht Austausch auf Kirchen- und Vereinsebene, insb. die Schützenvereine (Bürgerschützengilde) treffen sich regelmäßig.
- Im Jahr 2003 stimmt der Stadtrat der Begründung einer Städtepartnerschaft mit der Gemeinde Sains-lès-Marquion im Norden Frankreichs zu. Die Städtepartnerschaft wird 2004 offiziell begründet. Damit werden die seit vielen Jahren zwischen den Kirchengemeinden von Sains-lès-Marquion und Neuenheerse bestehenden partnerschaftlichen Beziehungen bekräftigt. Die Heilige Saturnina, deren Gebeine im Eggedom Neuenheerse aufbewahrt werden, starb im Sains-Les-Marquion den Märtyrertod. Es finden zu ihren Ehren zwischen den Orten regelmäßig Pilgerreisen statt.

## Kultur und Sehenswürdigkeiten

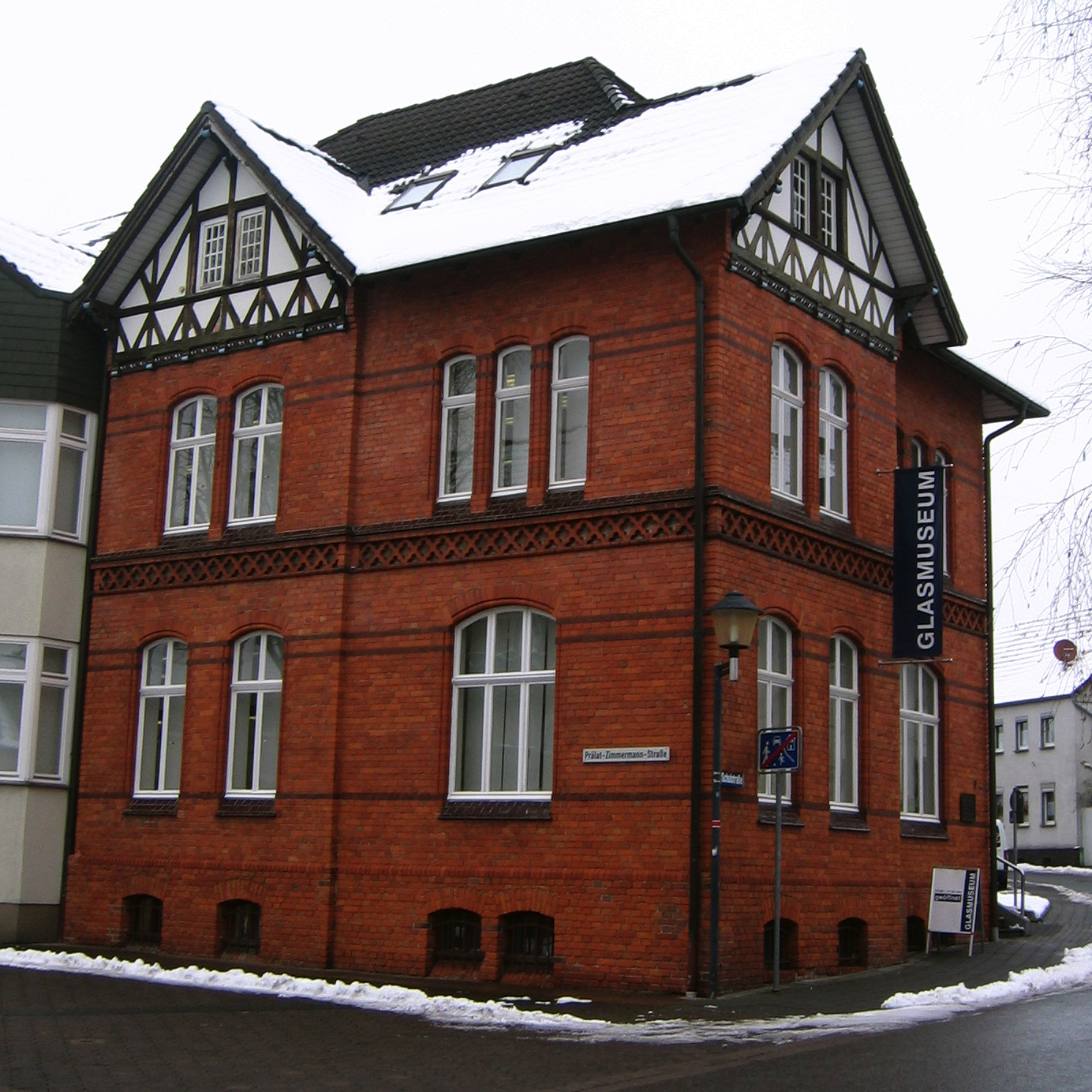
Heinz-Koch-Haus, Glasmuseum Bad Driburg

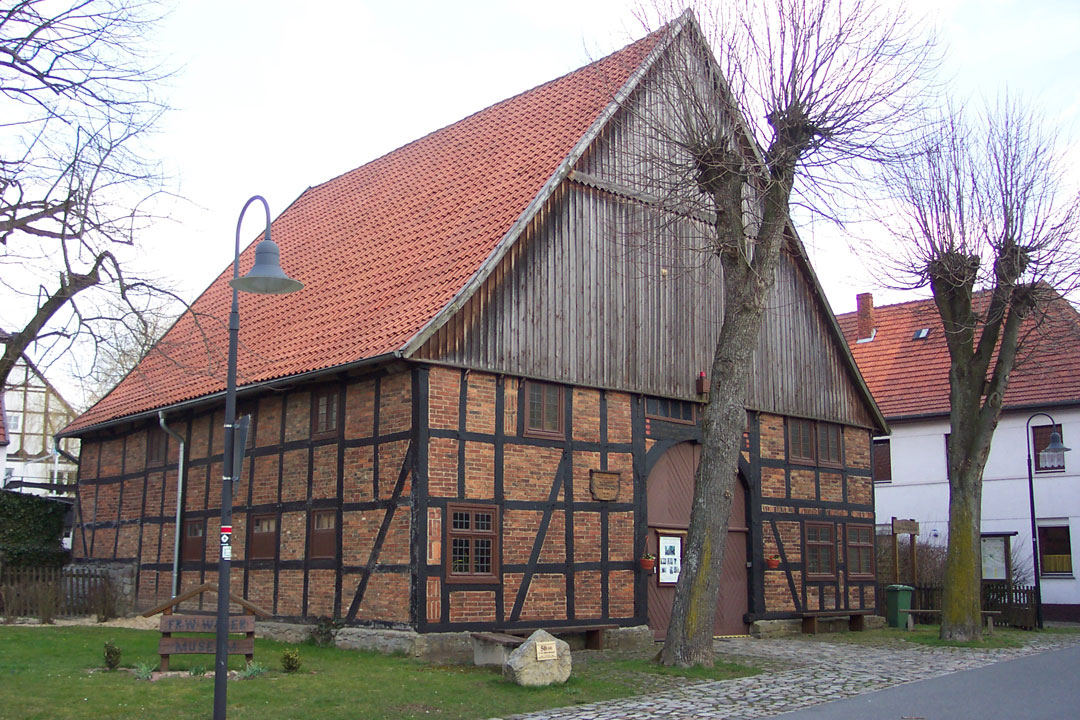
Das Friedrich-Wilhelm-Weber-Museum in Alhausen

### Theater
Theateraufführungen in Bad Driburg werden in der in den 2020ern modernisierten Aula der Gesamtschule oder im Rathaussaal durchgeführt. Die Theatergruppe des Heimatvereines Reelsen führt jährlich ein Theaterstück auf. Auch im Ortsteil Dringenberg gibt es durch den „Burgtheater Dringenberg e. V.“ regelmäßige Aufführungen.

### Museen
Das Wasserschloss Heerse beheimatet einen Museumsverbund, bestehend aus einem internationalen Museum für Naturkunde, einem ethnographischen Museum, einem Völkerkundemuseum, sowie einem Museum für europäisches Kulturgut.
Das Friedrich-Wilhelm-Weber-Museum im Ortsteil Alhausen zeigt Erinnerungsstücke aus dem Leben und Wirken des Arztes, Politikers und Dichters Friedrich Wilhelm Weber in seinem Geburtshaus.
Das Glasmuseum Bad Driburg zeigt die 500-jährige Geschichte der Glasproduktion und -veredelung in der Region. Gezeigt werden Glasmacherwerkzeuge, historisch typisches Gebrauchsglas und außergewöhnliche Glasmacherkunst. In der Schauglashütte in Erpentrup können Glasbläser in Vorführungen bei ihrer Arbeit beobachtet werden.
In der Burg Dringenberg ist ein Heimatmuseum mit zeittypischen Räumen des 19. Jahrhunderts zur Heimatgeschichte Dringenbergs und regionalen naturkundlichen Ausstellungen eingerichtet, das vom Heimatverein Dringenberg betrieben wird.

### Musik
In der Kernstadt von Bad Driburg gibt es zwei Musikvereine, zum einen die Stadtkapelle Bad Driburg e. V., die um 1900 entstanden ist, zum anderen den Fanfarenzug „Blau-Weiß“ Bad Driburg e. V., der im Jahr 1965 gegründet wurde. Außerdem gibt es in den Ortschaften, die zur Stadt Bad Driburg gehören, noch einige Musikvereine, unter anderem die Blaskapellen Herste, Reelsen und Dringenberg, die Spielmannszüge Dringenberg, Herste, Neuenheerse und Pömbsen, den Fanfarenzug Dringenberg, die Feuerwehrkapelle Pömbsen und den Jagdhornbläserkreis des Hegerings.
Das Gymnasium St. Xaver unterhält zwei Orchester, eine Big Band und einen Chor, die primär aus der aktiven Schülerschaft bestehen und unter anderem von Frank Kieseheuer geleitet werden. Die mehrmals jährlich stattfindenden Auftritte sind auch für die Öffentlichkeit besuchbar.
Die Gesellschaft zur Pflege klassischer Musik Bad Driburgs veranstaltet jährlich eine Konzertreihe.
Seit 2009 gibt es den Gospelchor „Spirit Voices“ der evangelischen Kirchengemeinde.

### Bauwerke

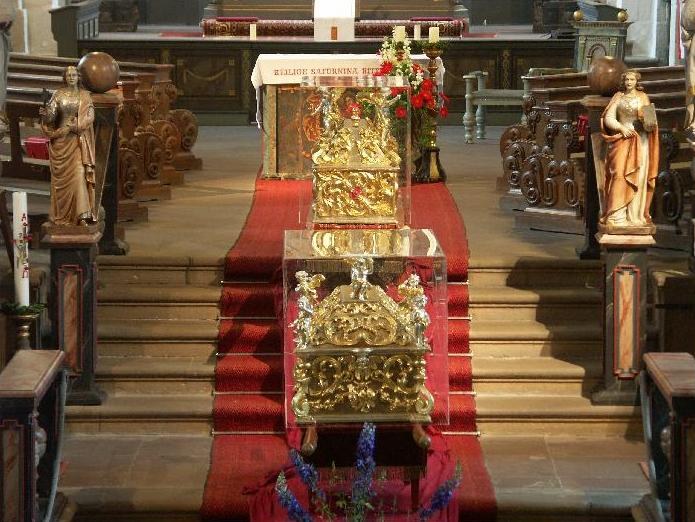
Ausgesetzte Reliquienschreine in der Stiftskirche St. Saturnina, Neuenheerse

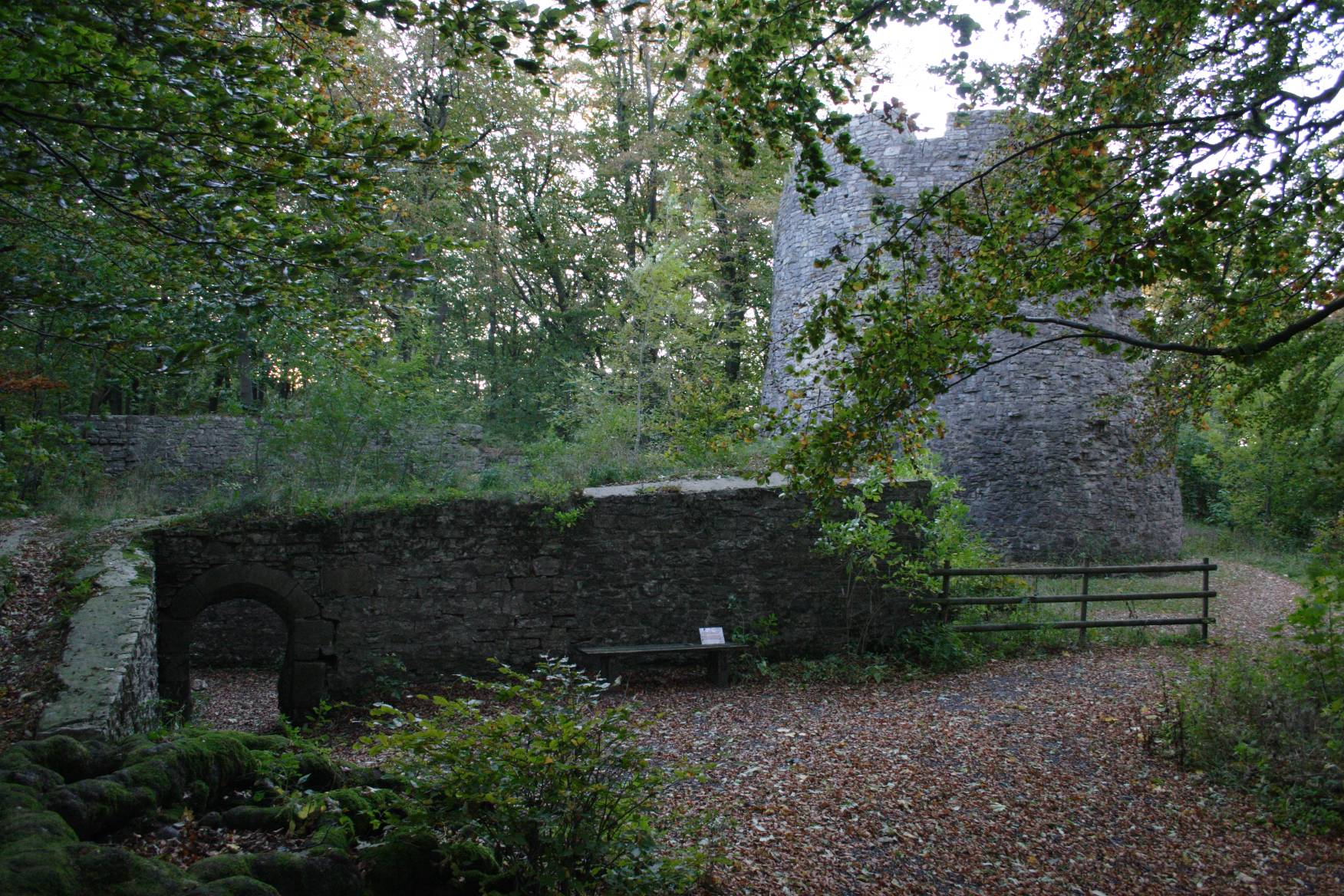
Ruine der Iburg

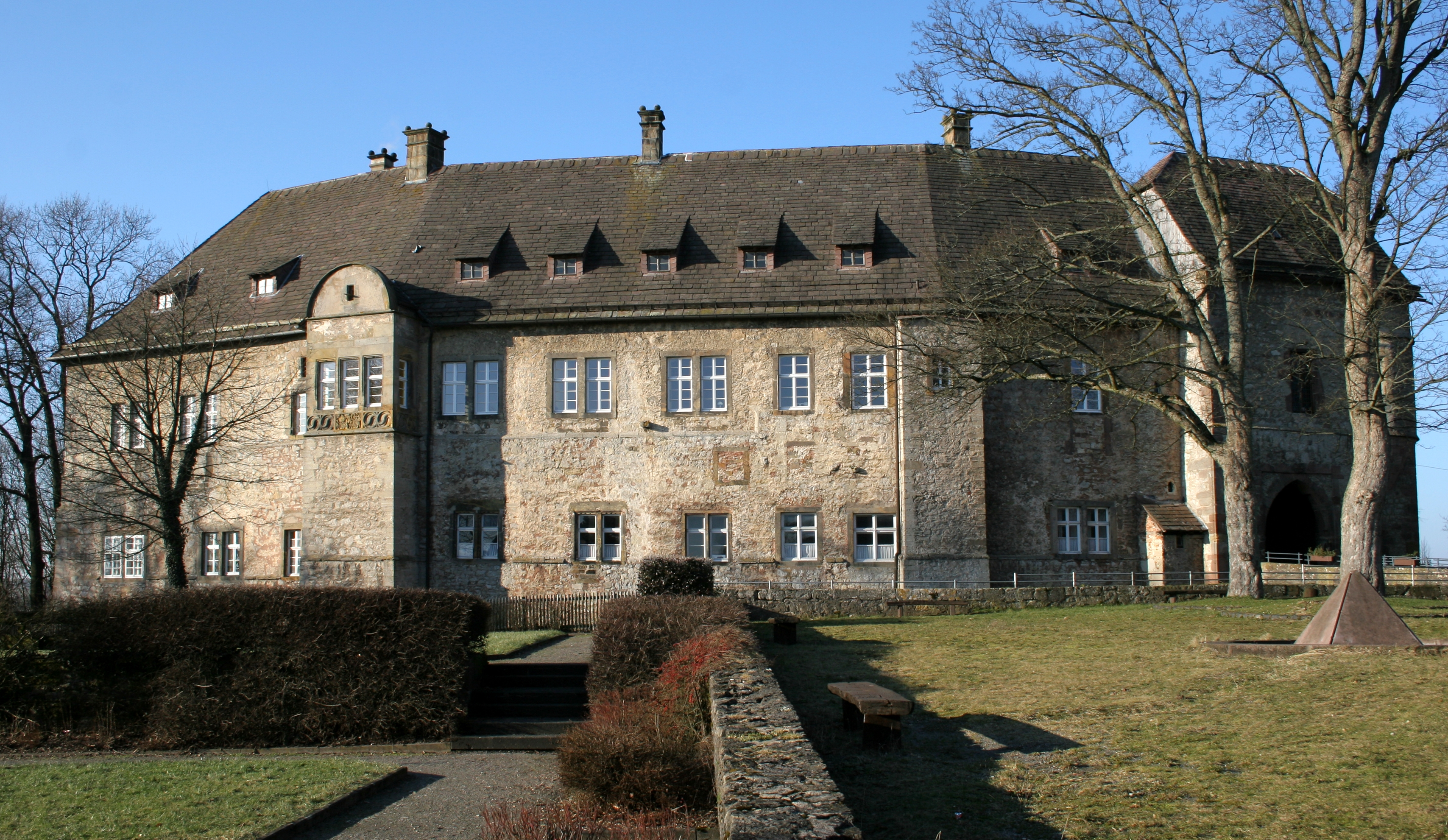
Burg Dringenberg

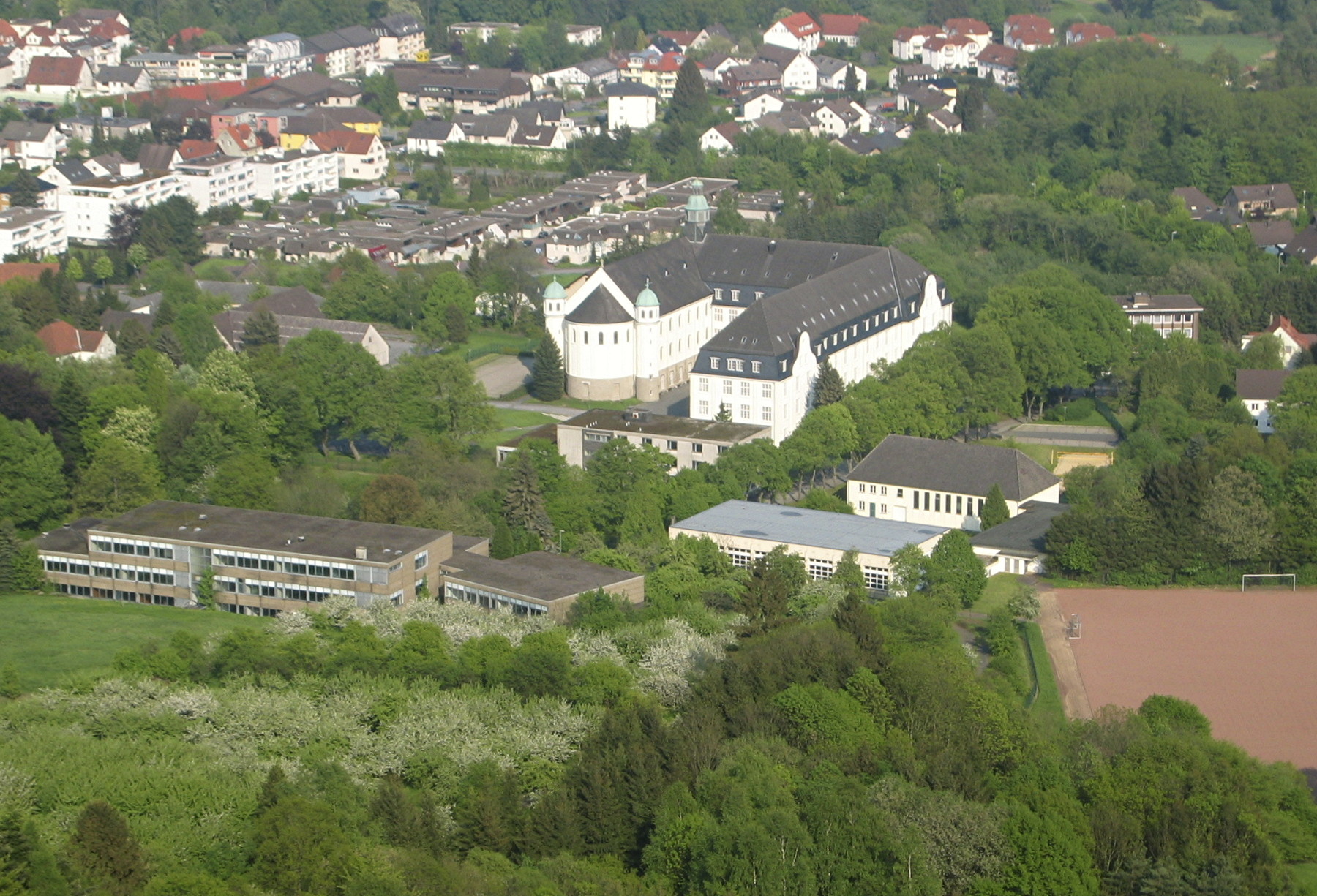
Blick vom Kaiser-Karls-Turm, Gymnasium St. Xaver

- Die Katholische Pfarrkirche St. Peter und Paul wurde 1894–1897 nach Plänen von Arnold Güldenpfennig erbaut. Es handelt sich um eine dreischiffige neugotische Hallenkirche mit Querhaus. Das Innere verfügt noch über die vollständige Ausstattung mit Kanzel, Orgel, Altären und (teilweise) Verglasung aus der Erbauungszeit. Die Ausmalung erfolgte 1909 in Formen des barockisierenden Jugendstils. Aus dem Vorgängerbau wurden einige Stücke übernommen, darunter der romanische Taufstein (um 1260), zwei Barockfiguren der Schutzheiligen aus dem Jahre 1676, sowie der Grabstein des 1463 verstorbenen Domherrn Heinrich von Driburg.
- Evangelische Kirche am Kurpark (1854 eingeweiht)
- Bahnhof – Der spätklassizistische Bau wurde nach 1865 errichtet und 2006/2007 grundlegend saniert und auf den neuesten wärmetechnischen Stand gebracht. Ein modernes Finanzdienstleistungszentrum und sechs lichtdurchflutete Wohneinheiten befinden sich jetzt in diesem Gebäude.
- Gräfliches Haus – zweigeschossiger klassizistischer Steinbau mit Freitreppe von 1780.
- achteckige Johanniskapelle auf dem Aliserbett – 1846 von Johannes Humborg gestiftet
- Michaelskapelle auf dem Westfriedhof (1933 eingeweiht)
- Gymnasium St. Xaver (1915 eingeweiht)
- Studienheim St. Klemens (1922) mit Marienkapelle (1952).
- Stark restaurierte und überarbeitete Reste der Stadtmauer finden sich an der sogenannten Mühlenpforte.
- Wasserschloss Neuenheerse
- Stiftskirche St. Saturnina in Neuenheerse („Eggedom“), erbaut 1100 bis 1130, wurde 1165 durch einen Brand nach einem Blitzeinschlag schwer beschädigt
- Die Ruine der Iburg aus dem 8. Jahrhundert, hier soll eine sogenannte Irminsul, das Nationalheiligtum der Sachsen, gestanden haben
- Der 1904 eröffnete Kaiser-Karls-Turm
- Burg Dringenberg, viereckige Mauerringanlage, 1318–1328 durch Fürstbischof Bernhard V. zur Lippe, Torhaus mit Burgkapelle 1488–1499, 44 Meter tiefer Brunnen von 1320, weitgehend saniert durch die Stadt Bad Driburg unter Mithilfe des Heimatvereines Dringenberg
- Altes Rathaus in Dringenberg, Burgstraße 30. Der zweigeschossige Fachwerkbau stammt im Kern von ca. 1550 und wurde in späterer Zeit zu Wohnzwecken umgebaut. Das Erdgeschoss ist zum Teil massiv erneuert. Der Gewölbekeller entstand bereits um 1320. Der gesamte Bau wurde 2002–2004 restauriert. Er beherbergt nun Kunstausstellungen, Sonntagscafé und Veranstaltungsräume.
- Schöpfmühle in Dringenberg, Wasserkunst von 1545, durch Landdrost Hermann von Viermunden
- glas cube im Industriegebiet Herste, 2007 eröffnetes Ausstellungs- und Seminargebäude der Firma Leonardo mit außergewöhnlicher Architektur
- Die katholische Pfarrkirche zum verklärten Christus wurde von 1966 bis 1968 nach Plänen des Architekten Hans Haas in Backstein errichtet.
- Auf dem Jüdischen Friedhof sind ca. 53 Grabsteine erhalten.
- Hochhaus am Sulburgring, ein verlassenes Mehrfamilienhaus und bekannter Lost Place.

Im Ortskern sind nur noch wenige Fachwerkbauten des 18. und 19. Jahrhunderts erhalten geblieben. 1967 wurden im Rahmen einer Stadtkernerneuerung das Krankenhaus Josephinum, das Rentei-Gebäude und das Alte Postgebäude abgerissen. Im Vergleich zu den Ortsteilen verfügt die Kernstadt nur über relativ wenige Baudenkmäler.

### Parks und Denkmäler
Die Parklandschaft im Stadtgebiet ist vergleichsweise groß und vielfältig.
Die Grünanlage an der Schonlau-Kapelle südlich von Dringenberg ist ein öffentlich zugängliches Areal von ca. 500 m² Größe, das sich im Besitz der katholischen Gemeinde Dringenberg befindet. Es befindet sich auf einer flachen Bergkuppe. Hier wurde über mehrere Jahrhunderte das Freigericht und in der Regel dreimal pro Jahr gerichtet, und zwar jeweils am Dreikönigstag (6. Januar), an Fronleichnam (im Juni) und am Montag nach dem Fest des Hl. Michael (29. September). Die Gerichtsstätte (Feme) wurde erstmals im 13. Jahrhundert erwähnt und gehörte zur ehemaligen Freigrafschaft Dingen, die sich etwa von Bad Driburg bis Arolsen erstreckte. Der letzte dieser Landtage ist für 1593 überliefert. Im Jahre 1763 wurden die Freistühle durch fürstbischöfliche Verordnung abgeschafft. Zum Gelände gehört eine dem Heiligen Liborius geweihte einschiffige Kapelle mit einem in Fachwerk errichteten Giebel und Dachreiter, die im Jahr 1675 erbaut wurde.
Ebenfalls in Dringenberg befindet sich öffentlich zugänglich der Burggarten Dringenberg, der im Besitz der Stadt ist. Auf der südlich der Burg vorgelagerten „Freiheit“ standen früher Gesindehäuser, Stallungen und das Gefängnis. Die noch erhaltene Zehntscheune wird heute als Stadthalle genutzt. Vornehmlich in den 1960er Jahren wurden die verbliebenen Wirtschaftsgebäude abgerissen und auf der Fläche eine Grünanlage gestaltet. Auffällig ist eine Geländestufe mit einer Treppe, die die Grünanlage deutlich in zwei Terrassen unterteilt. Vermutlich schon im 19. Jahrhundert wurde um die Burg eine Promenade angelegt, die bis heute durch große alte Eichen und Linden geprägt wird.
Die Gärten am Stift Neuenheerse befinden sich im Besitz des Generalkonsuls von Ghana und sind nur zu Öffnungszeiten oder nach Voranmeldung zugänglich. Rasenflächen und kegelförmig geschnittene sowie symmetrisch angeordnete Hainbuchen bestimmen das Areal. Zwischen der Kirche und dem Stiftsgebäude ist noch die steinerne Randeinfassung eines alten Rondells erkennbar. Auf dem großen Kirchhof nördlich der Stiftskirche befindet sich heute eine moderne Grünanlage mit einem mächtigen Kriegerdenkmal.

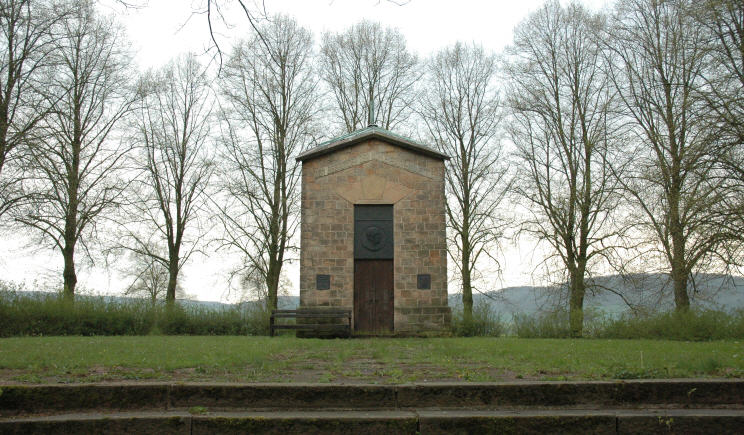
Brunnenhaus: Rommenhöller-Denkmal bei Herste

Südlich der Ortschaft Herste befinden sich die öffentlich zugängliche Grünanlage an der Rommenhöller Quelle. Dabei handelt es sich um eine dem Begründer der Kohlensäure-Industrie Carl Gustav Rommenhöller gewidmete historische Brunnenallee, bestehend aus zwei niedrigen Hainbuchenhecken und einer langen Lindenallee. Zum Gelände gehört ein Brunnenhaus in Form eines rechteckigen und hohen Steinquaderbaues mit Zeltdach. Die zweireihige Lindenallee endet um das Brunnenhaus halbkreisförmig als Exedra.
Der etwa 20 Hektar große Kurpark Bad Hermannsborn im Besitz der Kurklinik Bad Hermannsborn ist öffentlich zugänglich. In den Jahren 1924 und 1925 entstand der neobarocke Kurpark. Die Hauptgestaltungselemente sind die zentrale Auffahrt mit der Kastanienallee und das große Blumenrondell in der Mitte des Parks. Die westlichen und östlichen Bereiche des Kurparks sind landschaftlich gestaltet. Im Osten wird ein kleines Eichenwäldchen von einer Promenade erschlossen. Das Wäldchen ist mit Rhododendron und Azaleen unterbepflanzt. Im unteren Abschnitt des Parks befinden sich einige Teiche und Wassertreppen. Der Aufgang zur kleinen Anhöhe führt dann durch eine Heidelandschaft mit Koniferen. Vor wenigen Jahren wurde der Kurpark durch Einschluss eines Waldgeländes auf seine heutige Größe erweitert.

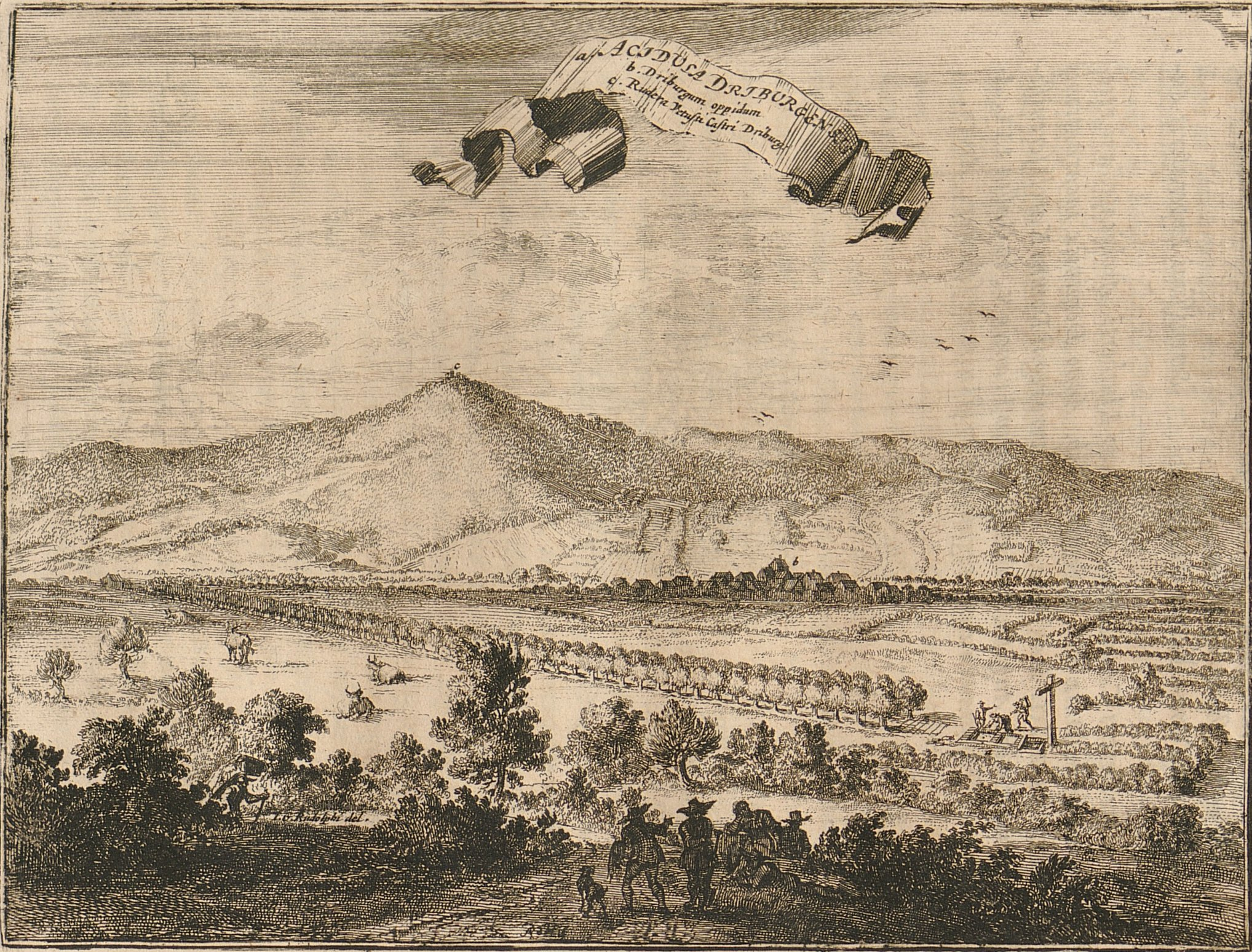
Sauerbrunnen mit Allee in den Monumenta Paderbornensia von 1672

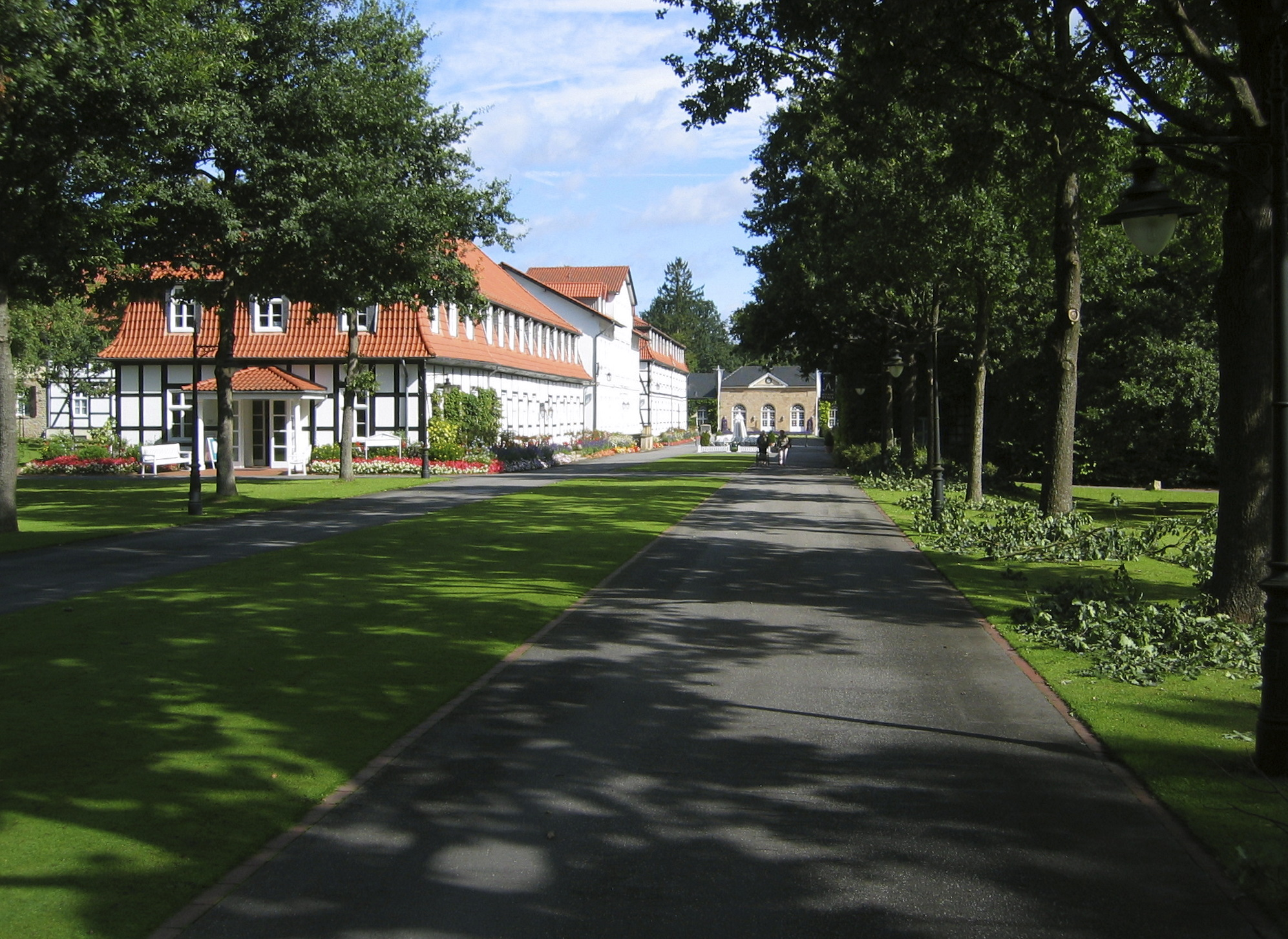
Gräflicher Park

Der Gräfliche Park Bad Driburg ist der bedeutendste Park in Bad Driburg. Seit dem Sommerhalbjahr 2010 ist der 27 ha große Park nur noch gegen eine Gebühr zugänglich. Die Anlage begann 1669 unter Fürstbischof Ferdinand von Fürstenberg mit der Anpflanzung einer doppelreihigen Allee zum „Driburger Sauerbrunnen“. Die früheste Darstellung dieser Sehenswürdigkeit des Paderborner Hochstifts zeigt der Kupferstich nach Johann Georg Rudolphi in den Monumenta Paderbornensia von 1672. Im Jahre 1782 übernahm Caspar Heinrich von Sierstorpff die Driburger Quellen und wurde Gründer des Bades Driburg und des Parks. Bad und Park bilden eine Einheit in einem historisch gewachsenen Ensemble, heute unter dem Namen „Gräflicher Park Grand Resort“. Freiherr von Sierstorpff kaufte die Ländereien um die Quellen und gestaltete sie zu einem Landschaftsgarten in englischem Stil. Diesen kannte der Gründer vom Aufenthalt in England und von den England verbundenen Ländern Hannover und Braunschweig.
Die „Große Allee“ aus Kastanien, Linden und Eichen zwischen Stadt und Brunnen verläuft in West-Ost-Richtung und verlängert sich zur Promenade zwischen den Logier-, Galerie- und Badehäusern. In der Mitte entstand um die Hauptquelle das „Brunnenhaus“ als Trink- und Wandelhalle im neoklassizistischen Stil 1822/24. Vor dieser liegt als Esplanade der erweiterte „Brunnenplatz“. Im rechten Winkel trifft hierauf von Süden eine Allee als zentrale Zugangs- und Sichtachse. Diese wird eingefasst von Fachwerkbauten auf Natursteinsockeln unter Mansarddächern in der Mode der Gründungszeit ab 1784. Die Grundstruktur des Zentrums bildet ein „T“. Dieses Zentrum ist auf der Südseite umgeben von weiten Rasenflächen mit Bäumen verschiedener Arten in Solitär- und Gruppenpflanzungen. Gewundene Spazierwege erschließen wechselvolle An- und Aussichten. Der Gründer beabsichtigte einen naturnahen Park für die Gäste seines Bades.
Der Eisenbahnbau der Stadt 1864 führte zu einer Teilung der Allee zwischen Stadt und Bad. Als Erweiterungen des Parks entstanden im Nordwesten der „Rosengarten“ (1932) in der Größe von 2 ha mit tausenden Rosen in unterschiedlichen Arten und Farben um einen Monopteros, und von großen Rhododendronhecken eingefasst, liegt der Konzertgarten mit der Konzertmuschel. Im „Brunnengarten“ hinter dem Brunnenhaus befindet sich zwischen hohen Hainbuchenhecken um ein rundes Wasserbecken mit bewegter Schale ein Ort besonderer kontemplativer Ruhe. In der großen West-Ost-Sichtachse mit ihren weiten Rasenflächen wurde 2009 ein bunter Staudengarten angelegt. Auf der Ostseite des Parks ist ein Bach zum Teich aufgestaut, aus dem die Fontäne entspringt und den Wasservögel beleben. Liegewiesen und erweiterte Badehäuser erinnern an die Blüte des Kurbades in den Zeiten expandierender Gesundheitsvorsorge-Politik. Mit der jüngsten Renovierung und Modernisierung der Saalbauten wurde eine neue Foyerhalle zugefügt und die Zufahrt verlegt. Im Westen liegt seit 2007 der „Spagarten“ mit Schwimmbecken und Liegewiese. Zu allen Jahreszeiten wechselt der Blumenschmuck im inneren Park. An das literarische Erbe erinnern die Dichter, die in dieser Idylle Erholung fanden: der Hölderlin-Hain, die Diotima-Insel, das Annette von Droste-Hülshoff-Haus und das Denkmal mit Büste des Driburger Arztes, preußischen Politikers und Verfassers des Westfalenepos Dreizehnlinden Friedrich Wilhelm Weber. Der Park wurde 2001 mit dem „Goldenen Lindenblatt“ der Deutschen Gesellschaft für Gartenkunst und Landschaftskultur ausgezeichnet und 2005 in das „European Garden Heritage Network“ aufgenommen. Die Anlage gehört zu den bestgepflegten in Ostwestfalen-Lippe.
Auf dem Rosenberg befinden sich der Obelisk zum Andenken an den Grafen Kaspar Heinrich von Sierstorpff und der gräfliche Friedhof mit Kapelle.

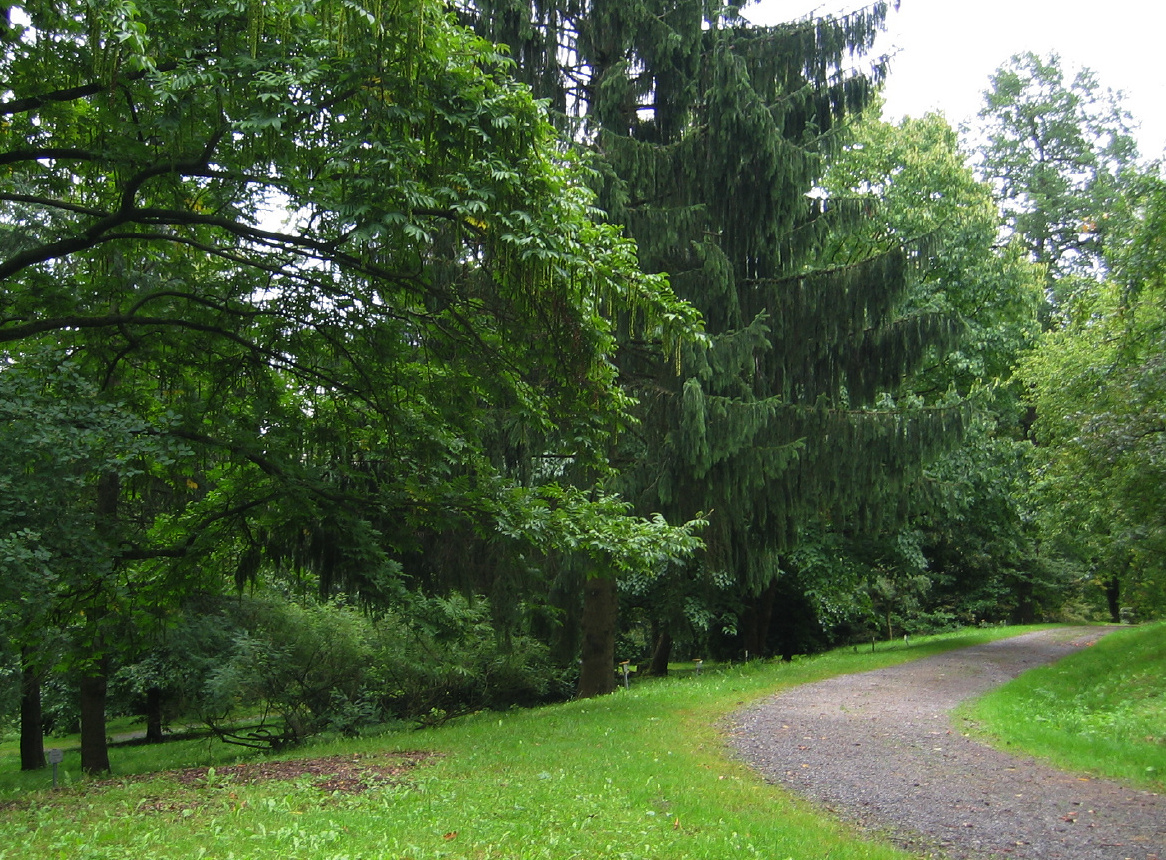
Buddenberg-Arboretum im Jahr 2004

Das Buddenberg-Arboretum, ebenfalls in Bad Driburg, ist ein 1966 gegründetes Arboretum. Die Anlage befindet sich rund einen Kilometer Luftlinie östlich des Bad Driburger Ortskerns. Sie ist Teil des „Adolf-Buddenberg-Parks“, hat eine Fläche von rund zehn Hektar und beheimatet über 200 Baumarten.
Im kleinen Stadtpark umgibt ein Wäldchen einen Teich, den der Anglerverein für seinen Angelsport nutzt.

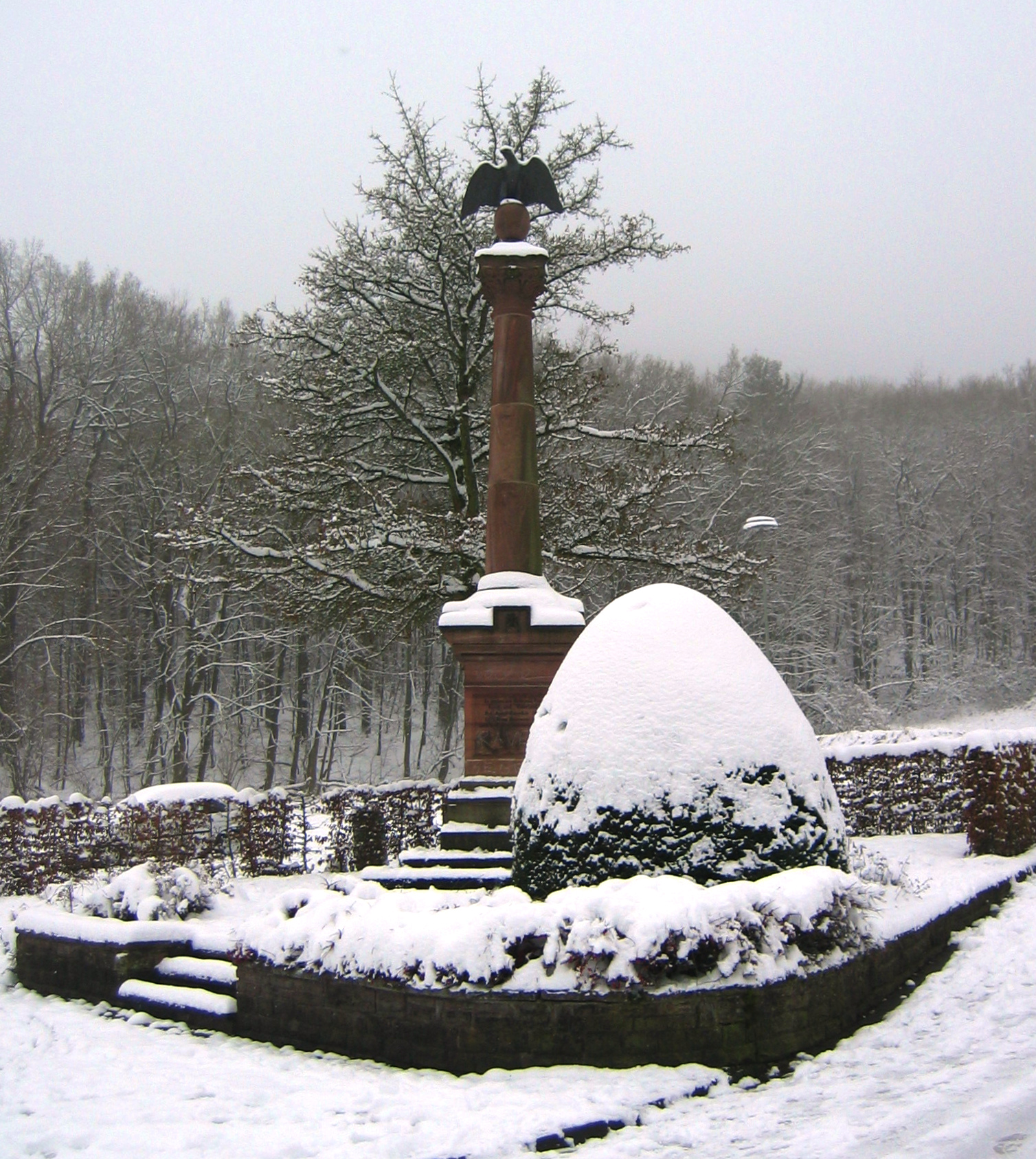
Kriegerehrenmal am Schützenplatz

Wo heute die Touristinformation steht, wurde im Gedenken an die Gefallenen der Kriege 1864, 1866 und 1870/1871 das Kriegerehrenmal errichtet. Heute steht es am Schützenplatz und wurde 2002/03 restauriert. Auf dem Aliserbett oberhalb der Johanniskapelle wurde 1932 ein Kriegerehrenmal für den Ersten Weltkrieg errichtet. 1955 wurde es durch ein Ehrenmal für beide Weltkriege ersetzt.

### Naturschutzgebiete und Naturdenkmäler
Im Stadtgebiet von Bad Driburg sind sieben Naturschutzgebiete (NSG) ausgewiesen. Im NSG Gradberg, das überwiegend aus Waldmeister-Buchenwald besteht, sind der Schwarzspecht, der Grauspecht und der Rotmilan beheimatet.
Auch die NSG Hinnenburger Forst mit Emder Bachtal und Iburg-Aschenhütte bestehen vorrangig aus Waldmeister-Buchenwald. In letzterem finden sich Kalktuffquellen.
Das NSG Kiebitzteich ist ein Niedermoor und bietet Sumpf-Stendelwurz, dem Breitblättrigen Knabenkraut und der Armblütigen Sumpfbinse, sowie der Geburtshelferkröte und dem Laubfrosch Schutz.
Im NSG Nethe, einer Flusslandschaft, findet sich eine große Zahl schützenswerter Pflanzen und Tiere, darunter das Bachneunauge, der Eisvogel und die Ringelnatter.
Auch das Satzer Moor ist ein Niedermoor und besteht zum überwiegenden Teil aus Auwäldern, hat aber auch kleine Anteile an feuchten Hochstaudenfluren und beheimatet ein nennenswertes Vorkommen von Sumpf-Stendelwurz.
In einem Stollen an der Bahnlinie Kassel-Altenbeken haben die Teichfledermaus und das große Mausohr Zuflucht gefunden.
Am Wanderweg Jakobsweg, der von Magdeburg nach Köln führt, findet sich auf Bad Driburger Gebiet die alte Buche auf dem Knochen.

### Sport

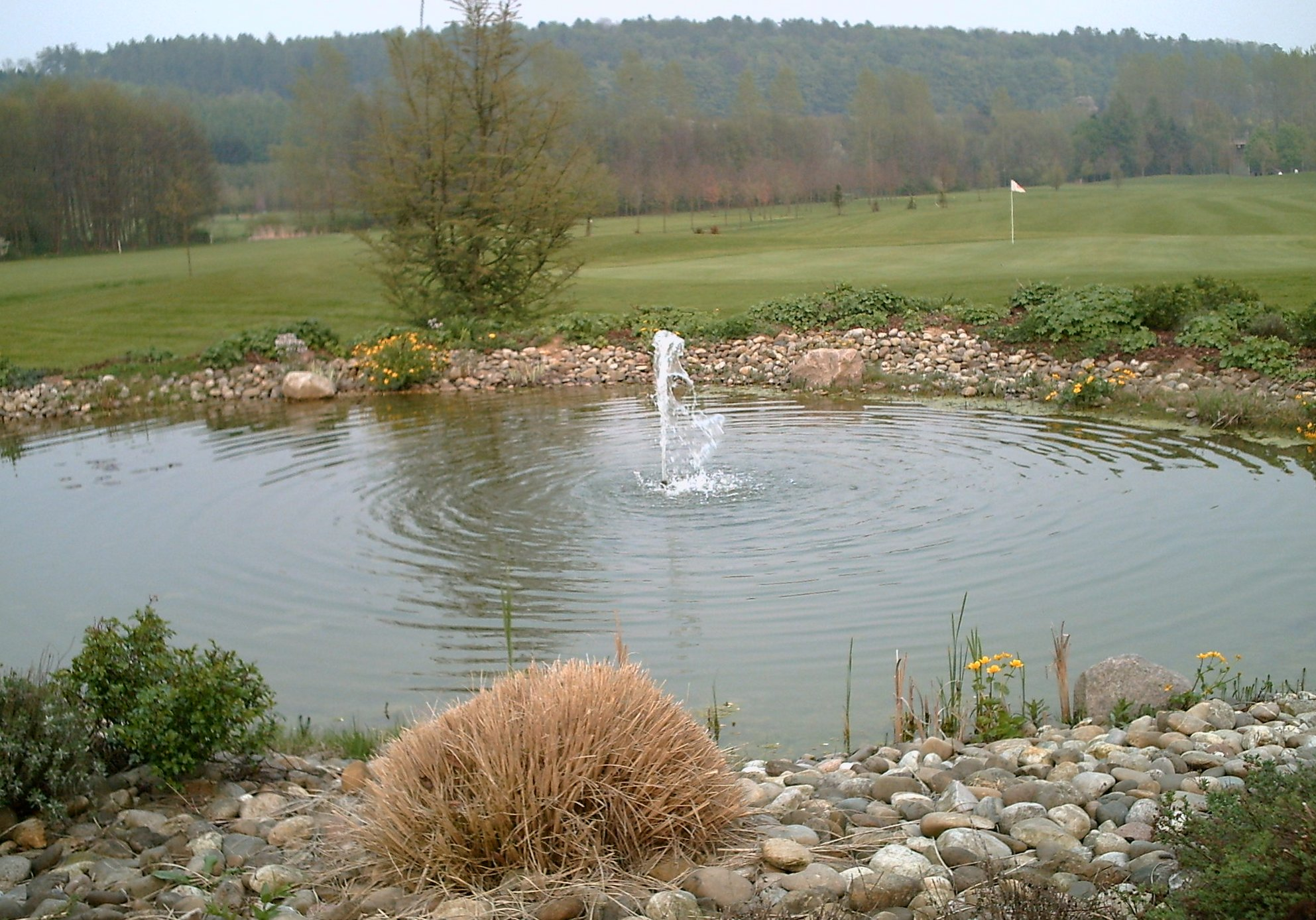
Blick von der Terrasse des Bad Driburger Golfclubs

In der Kernstadt Bad Driburg unterhält die Stadt das Iburgstadion, einen Sportplatz mit Turnhalle, in dem jährlich im September die regionalen Leichtathletik-Wettkämpfe ausgetragen werden. Für die städtischen Schulen bestehen drei weitere Turnhallen, darunter eine Dreifach-Turnhalle, in den beiden Schulzentren. Dem Schul- und Vereinssport dient das städtische Hallenbad. Im Umkreis des Kurviertels liegen das Freizeitbad und das Thermalbad mit staatlich anerkannter Heilquelle. Im Gräflichen Park bietet der Spa-Garten mit großem Schwimmbecken Erholung und das Mineralwasser-Bewegungshallenbad Gesundheitstherapien. Im und in Nachbarschaft zum Kurgebiet liegen die privaten Tennisplätze und eine Tennishalle. Im Nordosten schließt daran der Golfplatz mit 18 Löchern an. Weitere Schulsportanlagen besitzt das private Gymnasium St. Xaver, dazu gehören Basketball, Handball, Klettern, Volleyball, Badminton und Handball. Die Schützengilde Bad Driburg unterhält eine Schießsportanlage. Im Süden Bad Driburgs liegt die Reithalle des Reitervereins e. V. Bad Driburg.
Die Ortsteile verfügen über zahlreiche Einrichtungen für verschiedene Sportarten. Alle Orte besitzen Sportplätze. In Neuenheerse gibt es das Freibad, Tennisplätze, den Nethestausee mit Campingplatz und eine Minigolf- und Bootsanlage. Dringenberg hat das Burgstadion, eine Reithalle und Tennisplätze. Turnhalle und Schießstand besitzt Reelsen. Ganz Bad Driburg ist mit einem ausgedehnten Wanderwegenetz über den Kamm der Egge und zwischen den Ortsteilen ausgestattet.
Eine Übersicht ohne Anspruch auf Vollständigkeit gibt die folgende Aufzählung. Der Turn- und Sportverein von 1893 e. V. Bad Driburg hat die Abteilungen für Fußball, Schwimmen, Gymnastik, Badminton, Volleyball und Tischtennis. Die Damen der Tischtennisabteilung spielte in der 1. Bundesliga. Im Turnverein „Jahn“ e. V. Bad Driburg werden gepflegt: Turnen, Leichtathletik, Gymnastik, Tischtennis, Skisport, Budo, Selbstverteidigung für Frauen und Kinder, Ju-Jutsu und Basketball. Die erste Mannschaft des Basketballvereins spielt in der Bezirksliga (BeL15H) des Deutschen Basketball Bundes. Schießsportvereine gibt es in Bad Driburg und Dringenberg. Reitervereine haben Driburg, Dringenberg und Reelsen. In mehreren Orten bestehen Tennisvereine. Der Turn- und Sportverein (TUS) Pömbsen e. V. betreibt Fußball für Herren und Damen, Basketball, Badminton, Tischtennis und Breitensport. Fußball haben alle Vereine in ihrem Programm. Sportangeln bieten Vereine in Bad Driburg und Neuenheerse. Golf wird im Bad Driburger Golfclub e. V. gespielt. Spezielle Vereine sind die Behinderten-Sportgemeinschaft Bad Driburg, die DLRG-Ortsgruppe, der Polizeischwimmverein und der Polizei-Schießsportclub.

### Regelmäßige Veranstaltungen
- Schützenfest der Bad Driburger Bürgerschützengilde (2. Wochenende im Juli)
- Schützenfest der St. Sebastian Schützenbruderschaft Dringenberg (Pfingsten)
- Schützenfest der Schützenbruderschaft St. Fabian und Sebastian Neuenheerse e. V. (Mitte August eines jeden Jahres)
- Mountainbikerennen „Iburg-Bergsprint“ im Juni, Teil der Rennserie Challenge4MTB
- Glasbläserfest der Bad Driburg Touristik GmbH
- Iburg-Bergfest (regionales Leichtathletik-Sportfest)
- Adventsmarkt
- Literaturwoche
- Bad Driburg unter Dampf
- Bad Driburger Krippenweg
- Siedlerfest Bad Driburg
- Karnevalsumzug in der Innenstadt
- Konzerte der verschiedenen Ensemble des Gymnasiums St. Xaver

## Infrastruktur und Wirtschaft

### Verkehr

#### Öffentlicher Personennahverkehr

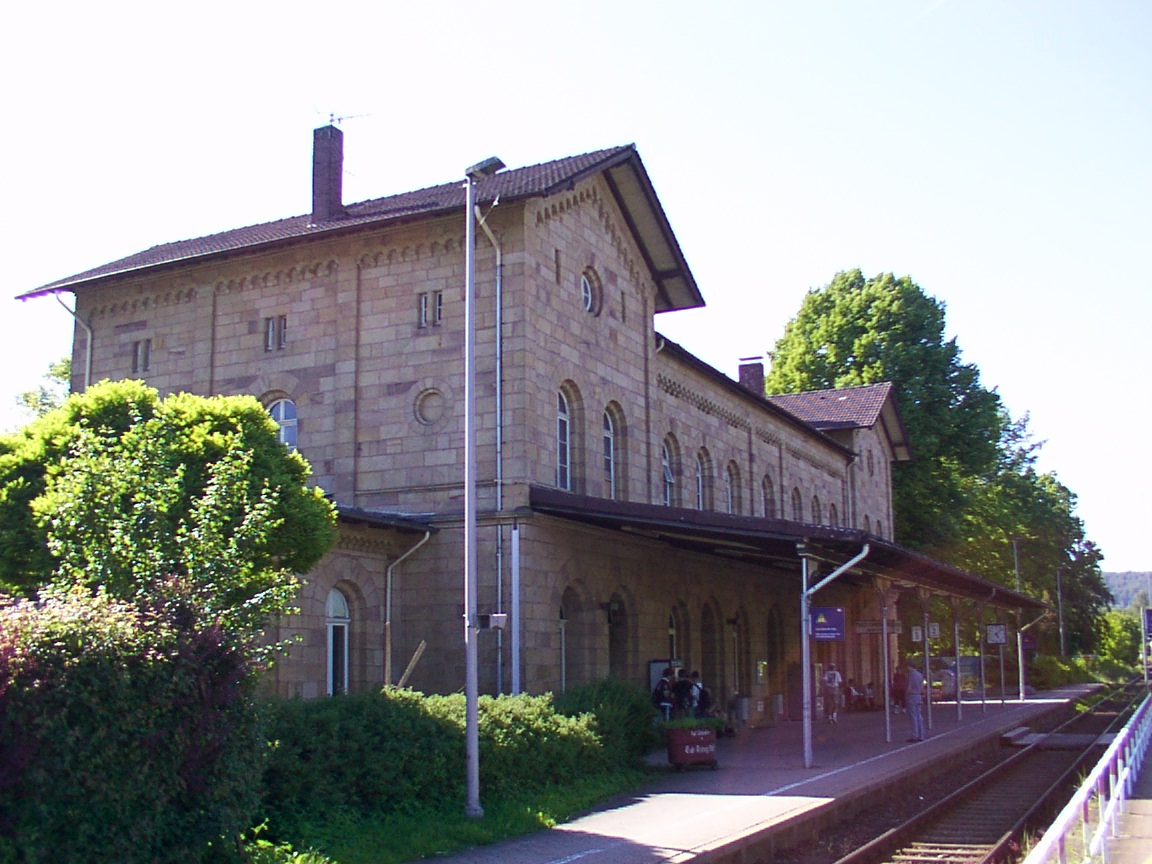
Der Bahnhof in Bad Driburg

Der Haltepunkt Bad Driburg, ehemals ein Bahnhof, liegt an der Bahnstrecke Altenbeken–Kreiensen (–Goslar) (KBS 403, 355). Die Strecke wird im Stundentakt von der RB 84 Eggebahn Paderborn–Ottbergen–Holzminden–Kreiensen bedient die hier mit der RB 85 verbunden ist und ab Ottbergen weiter nach Göttingen über Bodenfelde verkehrt. Durchgeführt wird der Schienenpersonennahverkehr von der NordWestBahn, die Bombardier-Talent-Triebwagen (entsprechend der DB-Baureihe 643) für Geschwindigkeiten bis zu 120 km/h einsetzt. Vom Bahnhof fahren fast stündlich Busse nach Brakel, Willebadessen, über Altenbeken nach Paderborn, Steinheim und Nieheim. Verkehrsträger ist die BahnBus Hochstift GmbH (BBH) bzw. der Nahverkehrsverbund Paderborn-Höxter (NPH).
Für den gesamten öffentlichen Personennahverkehr gilt der „Hochstift-Tarif“ des NPH und tarifraumüberschreitend der NRW-Tarif.
Eine Besonderheit ist der in der Kernstadt Bad Driburg verkehrende Bürgerbus, der mit ehrenamtlichen Fahrern fährt und in Form eines Vereins betrieben wird.

#### Straßenverkehr
Bad Driburg liegt an der Bundesstraße 64 Münster–Paderborn–Höxter–Holzminden–Seesen, die in west-östlicher Richtung verläuft, und an der Landesstraße 954 in nord-südlicher Richtung. Die Anschlussstelle Paderborn-Zentrum der A 33 wird in ca. 24 Kilometer erreicht. Die Anschlussstelle Warburg der A 44 ist rund 30 Kilometer entfernt.

#### Flugverkehr
Der nächstgelegene Flughafen ist der Flughafen Paderborn-Lippstadt. Er liegt in etwa 40 Kilometer Entfernung in Büren-Ahden.

#### Rad- und Wanderwege
Die rund 500 Kilometer lange Wellness-Radroute Teutoburger Wald, die als Radrundweg ausgeführt ist, führt durch Bad Driburg. Im Stadtgebiet sind darüber hinaus neun Radrouten (darunter vier Kurzrouten), vier Wanderrouten und vier Mountainbiketouren ausgeschildert.
Gewandert werden kann unter anderem auf dem 18 Kilometer langen Rundweg Sachsenring um die Stadt sowie dem Eggeweg, der durch das Stadtgebiet führt, und auf weiteren 20 Wanderwegen, die zum Teil ebenfalls als Rundwanderwege angelegt sind.
Im September 2010 wurde das Wanderwegenetz durch vier Routen im Rahmen der „Teuto-Vital-Wanderwelt“ ergänzt. Es handelt sich um ein städteübergreifendes Projekt der OWL-Marketing-Gesellschaft, in dem Wanderstrecken für medizinische Anwendungen definiert sind.

### Medien
Als Tageszeitungen erscheinen von Montag bis Samstag das Westfalen-Blatt und die Neue Westfälische, die ihren Mantel jeweils von den in Bielefeld ansässigen Zentralredaktionen beziehen. Beide Zeitungen berichten im Lokalteil über Bad Driburg und umliegende Gemeinden. Die zuständige Lokalredaktion des Westfalen-Blatts hat ihren Sitz in der Nachbarstadt Brakel, die der Neuen Westfälischen im 25 Kilometer entfernten Höxter. Zudem erscheint vierteljährlich im Hochstift Paderborn die Zeitschrift Die Warte für die Kreise Paderborn und Höxter, mit Beiträgen zur Regionalgeschichte, Literatur und Kunst. Darüber hinaus erscheint einmal monatlich kostenfrei die Zeitung Bad Driburger Kurier. Ebenfalls kostenfrei erscheint das Mitteilungsblatt der Stadt Bad Driburg.
Bad Driburg gehört zum Berichtsgebiet des Regionalstudios Bielefeld des WDR. Weiterhin gehört die Stadt zum Sendegebiet von Radio Hochstift, das es in der Berichterstattung als Lokalradio mit abdeckt.

### Digitale Infrastruktur
Die Breitbandversorgung der Kernstadt Bad Driburg und ihrer Ortschaften ist sehr unterschiedlich und insgesamt im NRW-Vergleich unterdurchschnittlich.
In der Kernstadt und in Siebenstern wurde 1988/89 in weiten Teilen ein Koaxial-Kabelnetz aufgebaut, welches teilweise Downloadraten bis zu 400 Mbit/s ermöglicht. Seit 2017 baut Innogy in der Kernstadt teilweise FTTC aus. Hierbei werden etwa 50 % aller Kabelverzweiger mit Glasfaser angeschlossen, die anderen über Kupfer-Querkabel. Hierbei sind teilweise Downloadraten bis zu 120 Mbit/s möglich. In den Ortschaften besteht nur das klassische DSL mit Downstream-Raten bis zu 6 Mbit/s, teilweise wurde dies 2012 durch Richtfunk ergänzt. Auch für diese Ortschaften ist ein FTTC-Ausbau geplant. Dieser soll Downloadraten von nun „zuverlässig mindestens“ 50 Mbit/s ermöglichen. 2021 wurde die Nachfragebündelung bei der Deutsche Glasfaser im südlichen Stadtgebiet erfolgreich erreicht. Ab der zweiten Jahreshälfte des Jahres 2022 sollen die ersten Anschlüsse verlegt sein.

### Öffentliche Einrichtungen
Es gibt zwei Freibäder im Stadtgebiet, das Freizeitbad in der Kernstadt und das Eggefreibad Neuenheerse. Darüber hinaus gibt es ein Städtisches Hallenbad und die Driburg Therme, letztere mit Thermalbereich, Sauna und Gastronomie.
Die in der Kernstadt gelegene Stadtbücherei hält etwa 15.000 Titel vor.
Bedingt durch den Status als Kurstadt verfügt Bad Driburg über eine Reihe von Kliniken. Dies sind die Park-Klinik Bad Hermannsborn, die Klinik Rosenberg, die Knappschaftsklinik, die Klinik Dreizehnlinden, das St.-Josef-Spital (Akutklinik), die Reha-Klinik Berlin, die Marcus-Klinik und die Caspar-Heinrich-Klinik.
Das Amtsgericht Brakel ist für die untere Gerichtsbarkeit in Bad Driburg zuständig.
Die Freiwillige Feuerwehr Bad Driburg besteht aus drei Löschzügen. Löschzug 1 ist in der Kernstadt beheimatet. Der Löschzug 2 hat Löschgruppen in Neuenheerse, Herste, Dringenberg und Kühlsen. Der Löschzug 3 hat Löschgruppen in Alhausen, Reelsen, Pömbsen und Langeland-Erpentrup.
Mit dem Ruheforst der Stadt Bad Driburg, gelegen im Ortsteil Neuenheerse, verfügt Bad Driburg über einen derzeit nicht gewöhnlichen Bestattungsort.

### Bildung
Im Stadtgebiet gibt es zwei Grundschulen, die Gemeinschaftsgrundschule in Bad Driburg, mit Teilstandorten in Pömbsen und Neuenheerse und die Gemeinschaftsgrundschule Dringenberg.
Zu den weiterführenden Schulen in der Sekundarstufe I und II gehören die Gesamtschule Bad Driburg, das Gymnasium St. Xaver und das Gymnasium St. Kaspar in Neuenheerse.
In der Erwachsenenbildung tätig ist die Volkshochschule Bad Driburg, Brakel, Nieheim, Steinheim. Weiterhin gibt es eine städtische Musikschule.
Im Schuljahr 2009/10 wurden an den allgemeinbildenden Schulen der Stadt insgesamt 3616 Schüler von 221 Lehrkräften unterrichtet, davon 801 an den Grundschulen, 260 an der Haupt- und 566 an der Realschule, 1874 an den drei Gymnasien, sowie 115 an der Förderschule.

### Ansässige Unternehmen

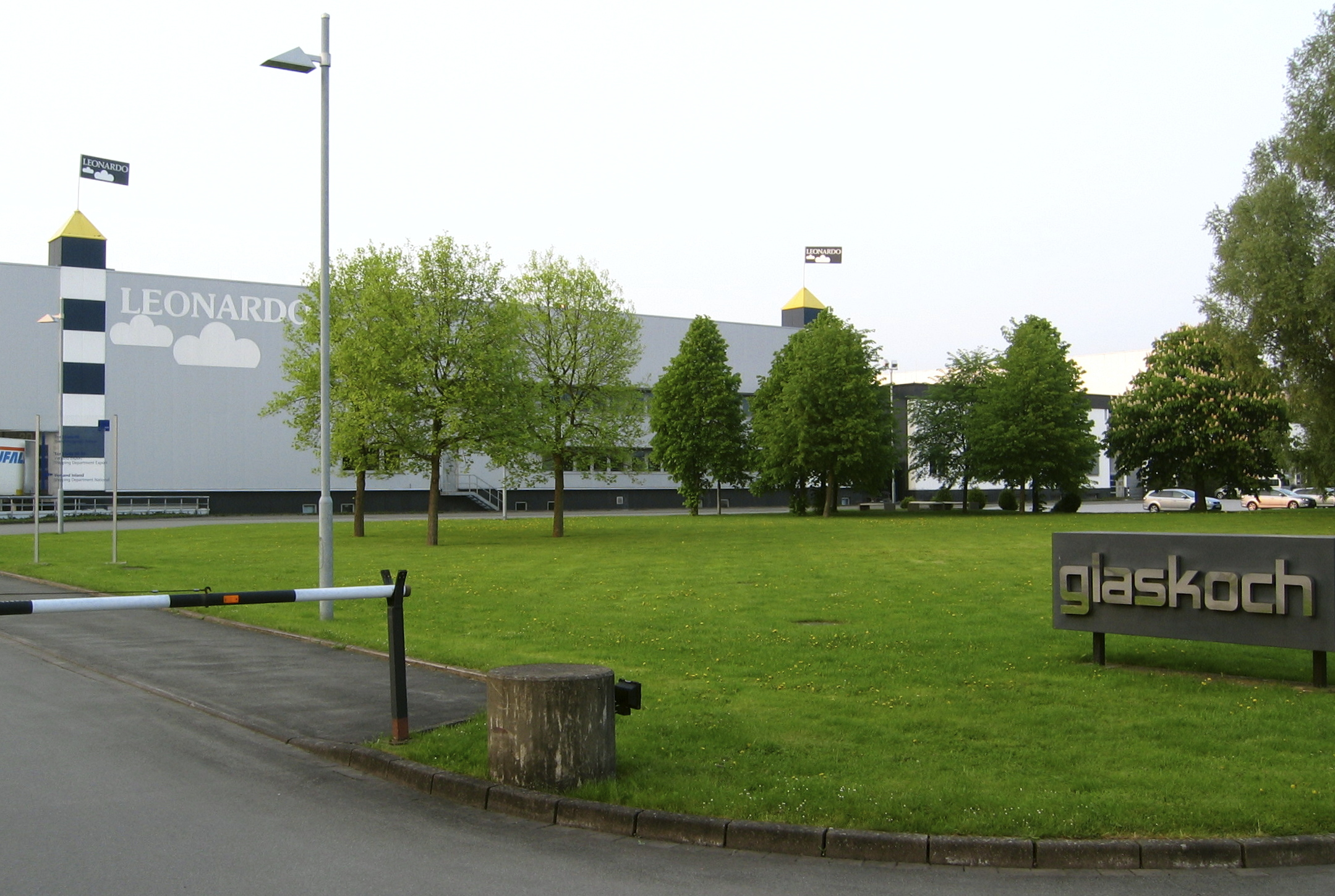
Glas-Koch-Firmensitz im Ortsteil Herste

- B & E Antriebselemente GmbH, Gießerei: Aluminium und Grauguss (Keilriemenscheiben, Antriebsscheiben, Kunstguss, Nachguss historischer Vorlagen)
- Glas-Koch („Leonardo“), Geschenkartikel aus Glas, 362 Mitarbeiter
- INTEG Integrationsbetrieb für Behinderte, Gesellschaft mit beschränkter Haftung, Anerkannte Werkstatt für behinderte Menschen (WfbM) (Elektronikfertigung, Kabelkonfektionierung, Verpackungsdienstleistung, Zerspanungstechnik sowie Garten- und Landschaftsbau), ca. 600 Mitarbeiter
- Unternehmensgruppe Graf von Oeynhausen-Sierstorpff (Gesundheitsdienstleistungen: Kliniken, Hotels, Schönheitsfarm, Bad Driburger Naturparkquellen), 829 Mitarbeiter
- Ritzenhoff & Breker (Glas, Porzellan, Keramik, Geschenkartikel), 250 Mitarbeiter
- Wieneke Anlagenbau- & Verfahrenstechnik GmbH, Systemlieferant für Blechbaugruppen, ca. 90 Mitarbeiter.[50]
- Wieneke Color GmbH, Pulverbeschichtung von Metallteilen
- Elektro Beckhoff, Gebäudetechnik, ca. 800 Mitarbeiter
- Goeken Backen, Großbäckerei, ca. 400 Mitarbeiter

## Persönlichkeiten

### Ehrenbürger
Quelle: 

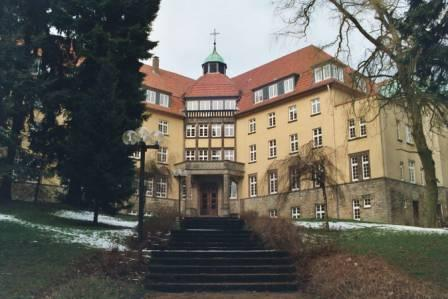
Das Clemens-Hofbauer-Kolleg

- Bahnmeister Mecke,  Ernennung zum Ehrenbürger am 11. März 1896
- Heinrich Bunne (* 1834; † 1922), 30 Jahre Ratsherr, Ehrenbürger am 20. Dezember 1913
- Ferdinand Gildemeister, Kaufmann, Stadtverordneter seit 1904, Stadtverordneten-Vorsteher (1910) und Beigeordneter, Ehrenbürger 1. August 1924
- Josef Stock, Bürgermeister vom 1. Dezember 1903 bis 1. Dezember 1933, Ehrenbürger 31. Mai 1947
- Bernhard Zimmermann (1880– 1969), Päpstlicher Ehrenprälat, Gründer des Clemens-Hofbauer-Hilfswerks für Priesterspätberufe e. V., Ehrenbürger 16. September 1953
- Bernhard Brinkmöller, Bürgermeister von 1959 bis 1975, Ehrenbürger 29. April 1980[52]
- Carl Gustav Rommenhöller, Fabrikant, Ehrenbürger 31. Oktober 1981
- Heinz Koch (1907–1989), Kaufmann (Glaskoch), Ehrenbürgerrecht 18. August 1984[53]
- Konrad Kappe (1931–2022 ), Vorsitzender des Eggegebirgsvereins, Ehrenbürger 5. Februar 1999[54]
- Rabe Caspar Graf von Oeynhausen-Sierstorpff (1926–2009), Besitzer des Bades Driburg, Ehrenbürger 2. Oktober 2001[55][56][57]
- Wolfgang Breker (* 1935), Unternehmer, Ehrenbürger 1. Juli 2010[58]
- Manfred O. Schröder (* 1925), Gründer der Kulturstiftung Schröder im Wasserschloss St. Hubertus - Heerse und der St. Kaspar-Stiftung in Neuenheerse. Ehrenbürger 2020[59]

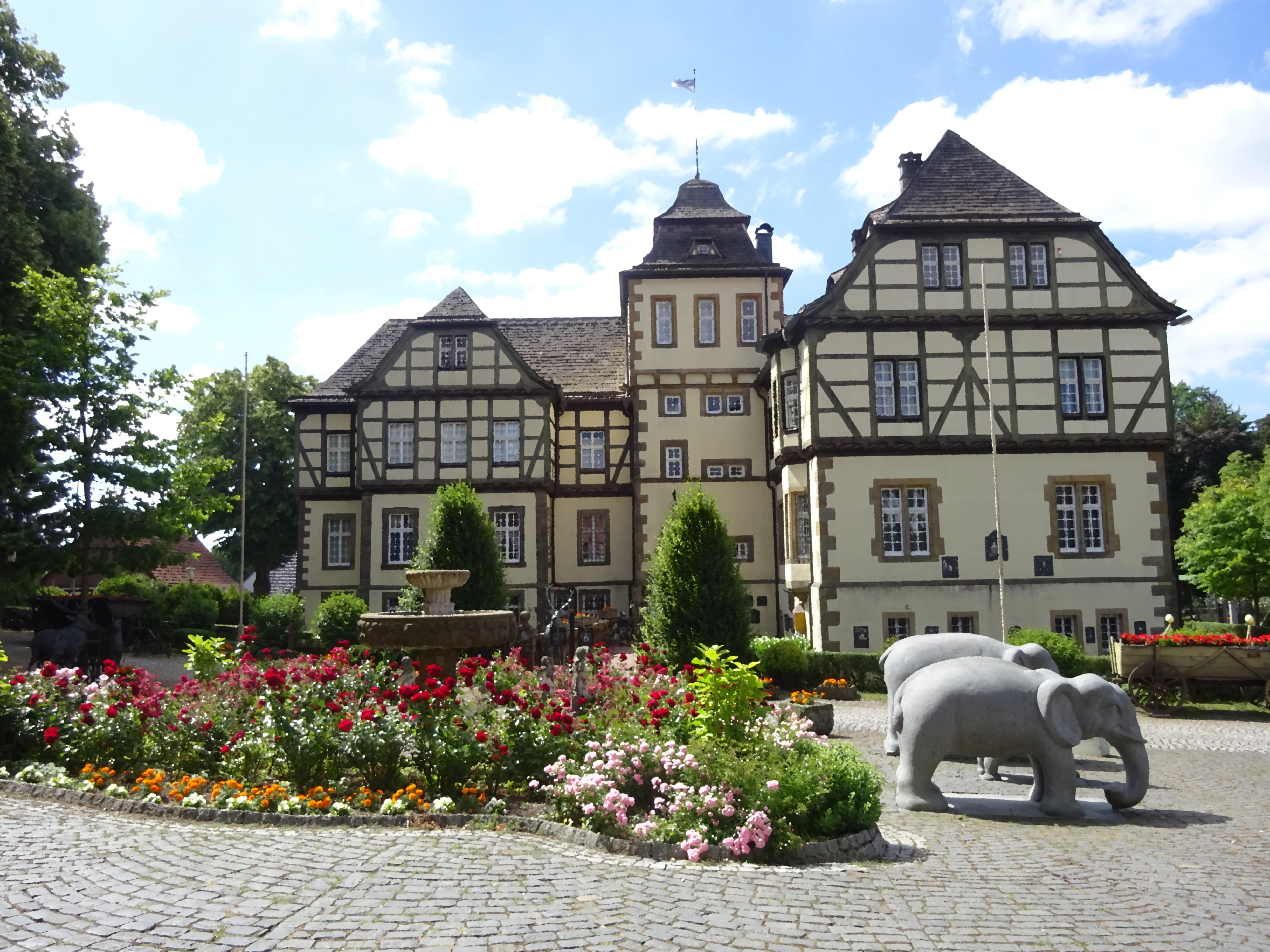
Wasserschloss Neuenheerse

### Personen, die in Bad Driburg geboren wurden
- Peter von Buschmann (um 1604–1673), Kanzler von Kurköln
- Hippolytus Böhlen (1878–1950), Franziskanerpater und Bühnenautor
- Bernhard Zimmermann (1880–1969), Prälat
- Armgard von Cramm (1883–1971), Gutsbesitzerin, Mutter des niederländischen Prinzgemahls Bernhard zur Lippe-Biesterfeld, sie wurde in Bad Driburg geboren
- Willy Lucas (1884–1918), Landschaftsmaler, wurde in Bad Driburg geboren
- Heinrich Lünnemann († 1919), Sanitätsrat, gründete 1898 den Verschönerungsverein (seit 1932 „Heimatverein Bad Driburg“) und 1900 den Eggegebirgsverein. Am 30. Januar 1900 wurde er der 1. Vorsitzende. Der „Lünnemannstein“ (ein einheimischer Sandsteinblock) am Fuß der Iburg in der Nähe des Sachsenrings erinnert seit dem 25. Jahr des Bestehens an den Gründer des Vereins.[60]
- Hermann von der Forst (1892–1968), Unternehmer und Kommunalpolitiker (NSDAP) in Melle
- Wilhelm Weskamp (1903–1986), Kommunalpolitiker (Zentrum, CDU)
- Johannes Heising (1927–2010), Abt der Abtei Michaelsberg
- Klaus J. Breidenbach (* 1941), Schriftsetzer, Diplom-Betriebswirt und Heimatforscher
- Bernd Finkeldei (* 1947), Maler
- Bernhard Grümme (* 1962), römisch-katholischer Theologe
- Bardo Herzig (* 1964), Erziehungswissenschaftler
- Christa Thöne-Reineke (* 1965), Tiermedizinerin
- Thomas Philipzen (* 1969), Kabarettist, Moderator beim WDR[61]
- Christoph Heinemann (* 1970), katholischer Ordenspriester
- Jörg Hartmann (* 1972), Illustrator und Comiczeichner
- Christian Stoll (* 1982), römisch-katholischer Theologe
- Gabriel Ananda (* 1977), DJ
- Benjamin Dahlke (* 1982), römisch-katholischer Theologe
- Sebastian Middeke (1984), Fußballspieler und -trainer
- Michael Parensen (* 1986), Fußballspieler

### Personen, die mit Bad Driburg in Verbindung stehen

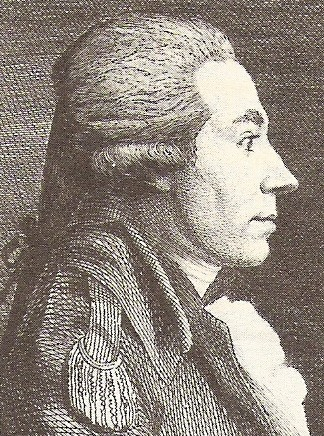
Graf Caspar Heinrich von Sierstorpff

- Graf Caspar Heinrich von Sierstorpff (1750–1842), Gründer des Gräflichen Bades
- Joachim Dietrich Brandis (1762–1845), arbeitete in den Sommermonaten als Brunnenarzt in Driburg[62]
- Friedrich Wilhelm Weber (1813–1894), Arzt und Dichter von Dreizehnlinden, Mitglied des preußischen Landtages für den Wahlkreis Höxter/Warburg 1862–1893
- August Günther (1909–1989), 1945 Bürgermeister von Stadt und Amt Bad Driburg
- Lilli Schwarzkopf (* 1983), Leichtathletin, lebt in Bad Driburg (Ortsteil Siebenstern). Die Siebenkämpferin nahm an den Olympischen Sommerspielen 2008 in Peking teil. Bei den Olympischen Sommerspielen 2012 in London gewann sie die Silbermedaille.

## Sonstiges
- Beatrix der Niederlande lernte hier 1962 ihren späteren Ehemann Claus von Amsberg bei einem Silvesterbesuch bei Freunden kennen. Claus von Amsberg hielt sich in späteren Jahren längere Zeit zur Rekonvaleszenz in der Stadt auf.

## Filmdokumentationen
- Die Grafen von Oeynhausen-Sierstorpff. Folge 3 der Reihe Dynastien in NRW. Dokumentation von Jobst Knigge, Deutschland 2009. 45 Minuten